# 臺灣燈會
臺灣燈會是臺灣自1990年起於每年元宵節舉行之燈藝節慶活動，由交通部觀光署以及全台各地方政府共同主辦。原為僅在臺北市舉辦的「臺北燈會」，自2001年起移師全台各地舉辦，並於2003年正式定名為台灣燈會，就此成為全國性盛事。至於原本的臺北燈會則改由臺北市政府自行舉辦，並沿用1997年開始舉辦的臺北燈節名稱，此後各地方政府也開始陸續舉辦屬於自己城市特色的燈節。

## 歷史
中華民國交通部觀光局為慶祝元宵節（農曆正月十五），並將特有傳統民俗節慶推廣至國際。故自1990年起結合民間及地方政府資源，以「民俗文化根、傳統國際化」之規劃目標，將元宵節提燈籠的傳統民俗活動，以本土化、傳統化、科技化及國際化之理念，包裝成大型觀光盛會，來辦理燈會活動。
燈會原以「臺北燈會」之名，每年舉辦一次，成為臺灣最重要燈會活動。早期場地皆固定於臺北市中正紀念堂，從2001年起改為全國各地巡迴舉辦的臺灣燈會，交付由各地方政府角逐主辦權，各地鄉土民情與花燈、主燈配樂的結合亦逐漸成為一大特色，臺北市政府則自1997年起自行舉辦地方性的台北燈節。
- 1990年，時任交通部觀光局局長毛治國[1]以「民俗文化根、傳統國際化」之規劃目標，用臺北觀光節元宵燈會之名辦理首屆燈會。
- 1991年，正式定名為臺北燈會，並設計出「暈出黃色光芒的燈籠照亮中正紀念堂」的Logo。
- 1993年，首度開辦教師花燈製作研習會，並競賽評分。
- 1995年，邀請燈藝師作品展出，首度增設傳統燈區。
- 2001年，臺北燈會改名並開始至全台各地輪流舉辦，主辦城市由總統親選（2001年第12屆至2008年第19屆），時任總統陳水扁表示，南北要平衡，所有的城市都要輪流舉辦燈會，本屆及2002年位於高雄舉辦時稱為高雄燈會。
- 2003年，正式更名為臺灣燈會。並開始與日本Yosakoi祭典雙向交流，日本團體參與臺灣燈會白天之踩街街舞活動與開燈表演，臺灣團體參與北海道YOSAKOI索朗祭及其他祭典。
- 2005年，臺灣燈會為利國內外行銷並有自己的Logo，設計出「暈出黃色光芒的紅色燈籠」，隱含台灣人望子登龍（燈籠）的寓意，舉凡從宣傳用的羅馬旗幟、文宣品、海報等都印上台灣燈會Logo，提升燈會的認同感。
- 2007年，交通部觀光局邀請美國探索頻道節目製作人來台參訪臺灣燈會元宵活動，經該節目評估，臺灣燈會已具世界級水準，值得向全世界推薦，因而被探索頻道評選為「全球最佳慶典活動」之一，邀請拍攝團隊特地來記錄，並製作了長達1個小時的系列節目於全球播放，向全球推薦臺灣燈會的璀璨魅力。
- 2008年，台灣燈會主辦權開始採評選制（2009年第20屆至今），由有意主辦的地方政府提出企劃案，由觀光局邀集8到9位學者專家，針對申辦場地、交通規劃、安全管理、接待能量、觀光產品規劃及經費籌編等項目評選，進而選出下一年度的主辦城市。[2]
- 2011年，適逢中華民國建國100年，台灣燈會自該年起開始進行交接，在最後一天夜晚的閉幕典禮上，由該年主辦地方政府將象徵主辦權的「台灣燈會」黃色燈籠交還給中央政府，再由中央政府接送給翌年主辦地方政府，代表台灣燈會的交棒與傳承。
- 2017年，為了讓國際團隊參與籌畫，並有更充裕的時間來做各項準備與國際行銷，將以往1年燈會籌備期延長至2年，提前宣布後兩屆主辦城市。
- 2021年，因桃園市發生衛生福利部桃園醫院嚴重特殊傳染性肺炎群聚感染事件，為了避免COVID-19（新型冠狀病毒）擴大傳染，新竹市政府緊急停辦2021台灣燈會，創下32年來第一次因疫情停辦。
- 2023年，台灣燈會睽違23年再度回到首都台北市舉辦。
- 2024年，適逢台南建城400年，主辦單位台南市政府規劃高鐵及安平雙燈區，被旅遊業者宣布為2024年全球4大重要活動盛事。

## 燈會相關

### 設計
臺灣燈會最重要的就是「主燈」，主題並無規定，但通常以當年歲次之生肖為主題，2019年台灣燈會在屏東，特別以當地名產黑鮪魚當作主燈（首次以結合在地特色突破生肖限制做設計），興建10公尺以上巨型主燈（現今幾年都已超過20公尺）。在燈會期間每隔30分鐘配合音樂亮燈、旋轉、歷時約3分鐘。歷屆主燈基座皆設計為八卦型（2019年因為改為原地安置所以開始做永久基座），象徵臺灣傳統哲學思想與文化觀。

### 配樂
另一項特色為主燈配樂。近幾年常委託國樂師黃新財作曲已成慣例。旋律融合傳統台灣鬧廳八音、國樂、原住民音樂、管絃樂與臺灣民謠，極具壯麗感兼有鄉土情感。主燈配樂常搭配舉辦地之音樂采風特色，如2005年「鳳鳴玉山」配合鳳凰降臨人間選用曲風活潑歡樂的「桃花過渡」；2007年嘉義縣之配樂則融入高山青等名曲；2009年在宜蘭舉辦，便以午後雷陣雨聲為啟奏，且主要選用旋律素材為宜蘭民謠「丟丟銅仔」；2015年台中市之配樂則融入農村曲及廟宇祭典樂曲；2017年雲林縣之配樂則融入霹靂布袋戲名角素還真出場之音樂；2018年嘉義縣之配樂則融入原住民、客家之風格配樂，且結尾還融入原民慶典吶喊之人聲；2020年主燈配樂由張正傑擔任藝術總監，邀請鍾耀光作曲，由朱宗慶打擊樂團及台灣10位頂級管樂家演奏錄音；並首度在元宵節當天採用現場演奏模式演奏主燈配樂；2023年主燈配樂由金曲音樂人陳建祺老師創作，結合交響樂，傳統民謠，流行音樂元素做創作。長度一般約為3分鐘，順序通常先為強而有力的主題、再銜接數首臺灣民謠，最後再回到壯麗主題。於磅礡樂聲中結束後，開始演奏燈會主題曲或台灣觀光局會歌(台灣交通部觀光署會歌為"感動心台灣"，從2012年開始變為台灣燈會開閉幕煙火的專屬歌曲，直至2025年改新會歌"Taiwan waves of wonder")。

### 贊助
歷代主燈分別由中華航空、台灣民俗村、圓山大飯店（至今都還有贊助1座副燈）跟中華電信等企業贊助。由於從第十屆（1999年）開始的贊助商皆為中華電信，故在燈會主燈秀前會播放一段廣告對話。內容皆是配音員以臺語推銷贊助商的服務，以及模仿主燈、表示主燈秀即將開始。另外每屆也固定在主燈造形設計中，將贊助之企業標誌置入其中。

## 歷屆燈會
以下資料來源自交通部觀光局所出版的「臺灣燈會20週年回顧專輯1990-2009」、「臺灣燈會20週年紀錄片」、「臺灣燈會30週年紀錄片」及歷年台灣燈會官網。

### 主燈、祈福燈林及小提燈
主燈
- 1991年，主燈開始以生肖設計造型，且主燈基座首度以八卦陣為設計造型，並首度請音樂家朱宗慶譜開燈樂曲並以打擊樂演出。
- 1994年，主燈首度做360度展演，並開始以旋轉一周完成開燈六步驟之慣例。
- 1999年，主燈開始有專屬音樂呈現，並首度於主燈秀前有旁白。
- 2018年，主燈以雙主體設計呈現，除了原有的動物造型設計外，還加入了原住民孩童的造型設計。
- 2019年，主燈本屆不以生肖限制為設計呈現，改以燈會主辦縣市之在地特色與文化作為設計[註 1]。
- 2020年，主燈首次以非動物設計呈現，改以「樹木」為主軸。
- 2023年，主燈再度改回生肖設計呈現。
- 2024年，適逢台南建城400年，主燈「龍來台灣」設計結合台南在地太陽能光電產業，光源控制更是運用太陽能儲能系統，堪稱是史上最節能之主燈。
- 2025年，主燈以抽象符號"無限"為造型呈現，並融入台灣各地美景在主燈燈光秀中。

小提燈
- 1993年，小提燈開始以生肖設計造型。
- 1994年，小提燈首度突破一體成型的設計，需自行動手組裝至今。

| 年份 (屆次)   | 歲次 (生肖) | 舉辦地點 | 主燈名           | 主燈 設計者                               | 主燈 贊助單位        | 主燈簡介 | 開燈 六步驟                                                       | 祈福燈林                                                               | 小提燈                         | 會後主燈 座落位置                                              |
| ------------- | ----------- | --- | ---------------- | ----------------------------------------- | -------------------- | --- | ----------------------------------------------------------------- | ---------------------------------------------------------------------- | ------------------------------ | -------------------------------------------------------------- |
| 1990年 （1）  | 庚午 （馬） | 臺北市 中正區 中正紀念堂 | 飛龍在天         | 楊英風                                    | 中華航空公司         | 以龍為設計主題，搭配當年生肖馬，展現龍馬精神，以不銹鋼為骨為膚，1200盞40燭光內照燈燈源為脈，運用科技剛柔並濟。主燈高14.5公尺（含2公尺基座），身軀長40公尺。 | 開天闢地 見龍在田 畫龍點睛 神龍活現 飛龍在天 照耀乾坤             |                                                                        | 無名 傳統圓形 摺疊紙燈         | 苗栗縣 三義鄉 西湖渡假村 園區停車場旁 （已拆除）               |
| 1991年 （2）  | 辛未 （羊） | 臺北市 中正區 中正紀念堂 | 三陽開泰         | 楊英風                                    | 中華航空公司         | 以建國80年三陽開泰為主題，並首度以生肖為主燈造型，以不銹鋼為骨，外敷類似玻璃磚透光材質，白天看似水晶巨型雕塑，入夜後內部透光散發成巨型花燈。主燈高13.9公尺，底座寬18公尺，實際受力直徑8.5公尺。 | 一元復始 內陽外陰 三陽開泰 剛柔並濟 萬象更新 吉祥圓滿             |                                                                        | 無名 傳統圓形 摺疊紙燈         | 苗栗縣 三義鄉 西湖渡假村                                       |
| 1992年 （3）  | 壬申 （猴） | 臺北市 中正區 中正紀念堂 | 洪福齊天         | 楊奉琛                                    | 中華航空公司         | 以「洪福齊天」象徵國運昌隆，設計手法改走寫實路線。主燈高13公尺，猴體採半透明的玻璃鑯維樹脂製作，透光性佳。 | 一元復始 天地同光 萬象更新 元亨利貞 洪福齊天 國運昌隆             |                                                                        | 無名 傳統圓形 摺疊紙燈         | 苗栗縣 三義鄉 西湖渡假村                                       |
| 1993年 （4）  | 癸酉 （雞） | 臺北市 中正區 中正紀念堂 | 一鳴天下白       | 任政林                                    | 中華航空公司         | 以金雞為造型，形於雞首昂翅、雞身厚實、壯碩、雞尾扇立四面，足踩八卦，象徵國運昌隆，天下太平。主燈高12.5公尺，底座直徑為12公尺，總重量約10公噸，全身以黃銅打造。主燈兼採抽象與寫實手法，配合雷射、乾冰等特殊效果，更具動感。 | 雄雞報曉 旭日東昇 頂上加冠 振翅高崗 鳳凰來儀 天下大白             |                                                                        | 無名 陳土金設計                | 臺中市 北屯區 亞哥花園 （已關園）                              |
| 1994年 （5）  | 甲戌 （狗） | 臺北市 中正區 中正紀念堂 | 忠義定乾坤       | 任政林                                    | 中華航空公司         | 中心主燈以「忠義定乾坤」為本，「萬世開太平」為質，象徵「祥和成社會」，燈體首度做360度旋轉，及自國外引進30瓦雷射增加特殊效果。主燈高14公尺，底座直徑為18公尺。 | 春臨蓬島 狗吠深巷 守望相助 精誠團結 安和樂利 忠義乾坤             |                                                                        | 無名 林健兒設計                | 苗栗縣 三義鄉 西湖渡假村大門口入口旁 （已拆除）                |
| 1995年 （6）  | 乙亥 （豬） | 臺北市 中正區 中正紀念堂 | 富而好禮         | 劉宗岳                                    | 臺灣民俗村           | 主燈以金、銀兩色交互輝映，如同太極，象徵生命起承於兩極造化之間，「金嘟嘟」的體外縛以書卷，意喻福貴榮華維繫於禮義教化之中。主燈高12.8公尺，寬18公尺。主燈後側並設置夢幻水影燈造景，但由於主燈設計有誤，轉一圈較原3分鐘多了36秒。 | 元彘呈祥 敦厚篤實 博大均衡 富而好禮 安和樂利 盛世太平             |                                                                        | 豬寶寶 林健兒設計              | 彰化縣 花壇鄉 臺灣民俗村 （已關園並拆除）                      |
| 1996年 （7）  | 丙子 （鼠） | 臺北市 中正區 中正紀念堂 | 同心開大業       | 楊奉琛                                    | 圓山大飯店           | 以易經中「九」為數字之最的意義，以九隻老鼠表「乾」，裸露的六條尾巴代表「坤」，意涵天地乾坤。主燈及八卦台座高13.5公尺，外敷不銹鋼板，白天呈現金屬顏色光澤。 | 相鼠有禮 人惟其禮 同心協力 基業鴻開 博施廣濟 萬物生輝             |                                                                        | 禮鼠拜年 林健兒設計            | 臺北市 中山區 圓山大飯店 （已拆除）                            |
| 1997年 （8）  | 丁丑 （牛） | 臺北市 中正區 中正紀念堂 | 併肩耕富強       | 任政林                                    | 圓山大飯店           | 主燈定名為「併肩耕富強」，毋寧是為牛年的國運發出豪情萬丈、豪氣干雲的祈願和祝福。主燈體積達947.5立方公尺，重量為13950公斤，該主燈並被金氏世界紀錄列為「世界最大的燈籠」。 | 雷動春雨 大地溫潤 萬物育焉 蒸蒸日上 寧靜致遠 富強康樂             |                                                                        | 橘紅鬥牛 陳海宇設計            | 臺北市 中山區 圓山大飯店 （已拆除）                            |
| 1998年 （9）  | 戊寅 （虎） | 臺北市 中正區 中正紀念堂 | 浩氣展鴻圖       | 任政林                                    | 圓山大飯店           | 以虎的威猛造型為主體，象徵國家的豐沛活力與旺盛企圖心。首度結合工研院光電所研發之螺旋紋電腦全像片，表現色彩絢麗的視覺效果。主燈高14公尺，木製底座直徑18公尺，旋轉半徑9.5公尺。 | 陽春布德澤 草木自青青 萬物安其宅 乾坤任縱橫 宏圖開大運 浩氣塞蒼冥 |                                                                        | 卡通虎 劉朝銘設計              | 臺東縣 成功鎮 交通部觀光局 東部海岸國家風景區管理處 （已拆除） |
| 1999年 （10） | 己卯 （兔） | 臺北市 中正區 中正紀念堂 | 寰宇祥和         | 任政林                                    | 中華電信股份有限公司 | 以科技兔為主題，造型是雙手搗藥，腰間佩帶行動電話，耳戴耳機與天線，與我國第一顆商用衛星-中新衛星連線，在當時被譽為歷年來最炫的主燈，「寰宇祥和」取意兔子的溫和敏捷，盼為耀進的社會，帶來祥和瑞契與宏圖發展，並首度於主燈秀前有旁白。主燈高達41.6公尺，底座直徑為18公尺，造型整體呈現圓融通和、喜氣摩登。 | 東昇桂魄 光影婆娑 玉兔搗藥 卿雲賡歌 社會安樂 寰宇祥和             |                                                                        | 玉兔燈 林健兒設計              | 燈會閉幕 即拆除報廢                                            |
| 2000年 （11） | 庚辰 （龍） | 臺北市 中正區 中正紀念堂 至 凱達格蘭大道 （總統府至景福門） 至 中山南路 （監察院至中正紀念堂）                                                               | 千禧金龍         | 何羿翬                                    | 中華電信股份有限公司 | 以金龍環抱地球造型為設計主題。89年歲次庚辰，生肖屬龍，五行值金，輪推60年一次之金龍再現，主燈點後呈現千禧金龍祥雲環繞、瑞氣千條，象徵龍年國泰民安、全民萬福。結合工研院光電所研發之全像特效及歷年來最強之60瓦雷射，為千禧金龍作圓滿的詮釋。主燈高18.5公尺、寬18公尺，重量含燈光軟體約18公噸，用電總量432960瓦，燈泡瓦數450200瓦。 | 遊龍戲霄漢 霞蔚彩雲蒸 隨風潛入夜 潤物細無聲 陽春布德澤 萬福歸蒼生 | 桃子 千禧騰龍燈 千禧平安燈 千禧吉祥燈 千禧歡喜燈 千禧如意燈 千禧富強燈 | 千禧龍 林健兒設計              | 南投縣 南投市 中興新村國史館 臺灣文獻館園區內                  |
| 2001年 （12） | 辛巳 （蛇） | 高雄市 鹽埕區、前金區 愛河 （中正橋至高雄橋） 至 仁愛公園 （高雄二二八和平公園） & 苓雅區 新光碼頭 （高雄港17至21號碼頭）                                    | 鰲躍龍翔         | 楊奉琛                                    | 中華電信股份有限公司 | 以鰲龍為主題，主燈設計靈感來自「女媧補天」時，請大鰲用四肢頂住天，以這隻力大無比的魚來比喻高雄的無限潛力，而「鰲」在神話傳說中又是魚蛻變成為龍之前的一種過程，且鰲音與「熬」相同，此也鼓勵高雄繼續奮發向前，在關鍵時刻堅定信念，為城市轉型努力。主燈高12.5公尺，基座12.5公尺，總高度25公尺，總重3公噸。主燈首次同時搭配水上煙火秀表演。 | 港都氣象 燦爛輝煌 吞吐無量 包容萬方 蒸蒸日上 鰲躍龍翔             | 圓圓滿滿 春來福到 鰲魚                                                 | 親親寶貝蛇 林文欽設計          | 高雄市 前金區 愛河河畔                                         |
| 2002年 （13） | 壬午 （馬） | 高雄市 鹽埕區、前金區 愛河 （中正橋至高雄橋） 至 仁愛公園 （高雄二二八和平公園） & 苓雅區 新光碼頭 （高雄港17至21號碼頭）                                    | 馳騖寰宇         | 任政林                                    | 中華電信股份有限公司 | 以鰲魚昇天成龍的神話故事，將鰲魚變天馬，馳聘在雲間，飛躍在天上，展現高雄全球化的企圖心。主燈除可360度旋轉，馬頭及四肢亦均可作35-60度的轉動，馬口可噴出水花，坐落於愛河河道上。主燈總高15公尺，底座寬18公尺，重達7公噸，造價新台幣1000萬元。 | 鰲魚出海 海碧天清 馳騖寰宇 天馬奔騰 龍飛鳳舞 簫韶九成             | 花團錦簇 年年有魚 招財進寶                                             | 飛馬奔騰， 美夢成真 陳景信設計 | 高雄市 楠梓區 楠梓陸橋旁                                       |
| 2003年 （14） | 癸未 （羊） | 臺中市 西區 經國綠園道 （國美館至中港路） & 北區 臺中公園 | 吉羊康泰         | 楊奉琛                                    | 中華電信股份有限公司 | 以台灣山羊為主題，並以癸未羊年的來臨，帶給民眾一個「吉羊康泰」的期許，且為歷年燈會首度出現一種生肖三種造型的主燈。主燈高20公尺，重10公噸，造價新台幣1000萬元。加上保存維護良好，在2015年台灣燈會再回台中而得以重新啟動，再現光彩。 | 卿雲爛縵 旭輝玉山 吉羊高岸 康泰台灣 河清海晏 國富民安             | 心心相印 四季發財 富貴和平 蝶戀花                                      | 喜洋洋 許啟民設計              | 臺中市 北區 臺中公園                                           |
| 2004年 （15） | 甲申 （猴） | 臺北縣 板橋市 新板橋車站特定專用區 至 板橋第一運動場 | 登峰造極         | 耀進有限公司 虞鎮隆                       | 中華電信股份有限公司 | 以科技獼猴身穿太空衣為主題，取猿猴節節高升，象徵國家社會不停的進步，終至登峰造極。獼猴造型採擬人化。主燈總高度達22.5公尺，總重量達25公噸，造價新台幣1500萬元。台鐵亦配合發行板橋～松山紀念區段票。原坐落於臺北縣八里鄉左岸公園，後來因年久失修而拆除。 | 陽春布錦 萬物含英 宏開大運 科技飛升 造極峰頂 奕葉光明             | 近悅遠來                                                               | 觀光大使 林佳葦設計            | 臺北縣 八里鄉 左岸公園 （已拆除）                              |
| 2005年 （16） | 乙酉 （雞） | 臺南市 安平區 港濱歷史公園 （遊憩碼頭至林默娘公園） 至 安億公園                                                                                              | 鳳鳴玉山         | 偉陽藝術有限公司 楊奉琛                   | 中華電信股份有限公司 | 以「鳳凰」為主題意象，鳳凰于飛、十全十美、千里迎祥、百里納福，象徵台灣欣欣向榮、國運昌隆。主燈內裝1萬7千盞彩燈、4萬個小碎燈等各式燈泡，為歷年主燈使用燈泡數最多的一次。，主燈重量達20公噸，高度達20.1公尺，造價新台幣1150萬元。2006年5月21日因電線走火而部分燒燬，同年10月3日修復。因此燈與臺南市別稱「鳳凰城」相符，將原址永久保存。但後來2015年8月因蘇迪勒颱風摧殘造成部分受損，同年再度修復。而矗立在安平區港濱公園內達十二年之久台灣燈會主燈─鳳鳴玉山主燈，因不堪長期損壞，內部損害嚴重，市府工務局公園管理科表示，經台南市結構工程技師公會鑑定後，主燈因損壞嚴重無法修復，將於2017年新年前拆除，而且碰巧的是，主燈剛好經歷一輪生肖而走入歷史。                                                                                                | 玉山鳴鳳 旭日輝光 府城元夜 曲奏韶章 國安民富 世代永昌             | 鵝黃白燈籠                                                             | 鳳凰 林佳葦設計                | 臺南市 安平區 港濱歷史公園 （已拆除）                          |
| 2006年 （17） | 丙戌 （狗） | 臺南市 安平區 港濱歷史公園 （安億橋至林默娘公園） 至 安億公園                                                                                                | 槃瓠再開天       | 陳金泉                                    | 中華電信股份有限公司 | 因安平港濱自然條件佳，觀光局遂主動要求臺南市再辦一年。學者或以為槃瓠即盤古之音轉，實為開闢天地之巨神。取其義，希望台灣狗年行大運，再闢出新天地，開展偉大的前途。主燈以3隻主題犬為造型，象徵家庭安定祥和、族群融合、欣欣向榮，祥和安樂的意義。雄犬及雌犬以不銹鋼沖孔板雕塑外型，幼犬則以傳統燈籠製作方法，外部覆以亮麗之布幔，寫實的球體則以不銹鋼沖孔配合360度自轉呈現。主燈總高度21.5公尺，重量20公噸，造價新台幣1285萬元，毗鄰2005年鳳鳴玉山主燈。興建時即規劃年限到期後即予報廢，並於2007年2月拆除完畢。 | 東寧肇新府 滄海淨波煙 玉山已鳴鳳 槃瓠再開天 祥雲涵紫氣 旭日照峰巔 | 天燈                                                                   | 機器狗 許啟民設計              | 臺南市 安平區 港濱歷史公園 （已拆除）                          |
| 2007年 （18） | 丁亥 （豬） | 嘉義縣 太保市 縣治特區 | 風調雨順         | 耀進有限公司 虞鎮隆 蔡政維                | 中華電信股份有限公司 | 以台灣山豬為主題，豬為生肖中最具福氣的豫表，擇其外型意象為祥和圓融及財富聚集之意，祈為台灣帶來豐衣足食的生活，意寓著「富庶而知禮 、真誠本自然」；取意山豬的圓滿祥和，盼為躍進的國家社會，帶來『風調雨順、國泰民安 』新氣象。主燈總高約18公尺，寬約11公尺，重量約達20公噸，造價新台幣1313萬元，會後主燈移交台鹽接管。後來在2015年8月因蘇迪勒颱風摧殘倒塌後即在風災後拆除。 | 諸羅開綠野 聳立阿里山 富庶而知禮 真誠本自然 風調時雨順 國泰萬民安 | 柿子                                                                   | 吉祥豬 許啟民設計              | 臺南市 七股區 七股鹽山 （已拆除）                              |
| 2008年 （19） | 戊子 （鼠） | 臺南縣 善化鎮、新市鄉 南部科學工業園區L&M區 （Solar City 陽光電城）                                                                                          | 禮鼠獻瑞         | 埴鈁藝術有限公司 彭力真                   | 中華電信股份有限公司 | 以台灣本土特有生物種「台灣刺鼠COXINGA—國姓鼠」為造型原始設計概念，以「禮鼠拱而立」為造型，其佇立於大地草丘，祈福向天，安和祥瑞，獻上象徵富貴吉祥之元寶；禮鼠尾部會隨主燈自轉作機械擺動，更增主燈之生動活潑。首度與光電科技大廠技術合作，採用LCD顯示幕所運用之高科技光學擴散模，配合主燈之毛流造型流線美感，呈現前所未見之全像片表現方式。主燈總高度達18.3公尺（主燈主體高度約14公尺，八卦基座高度約4.3公尺），總重達26公噸，造價新台幣1290萬元。原南元農場認養後欲將安置在青青草原上，但發現跟周遭景物不協調，後來決定暫拆解存放於倉庫中。 | 南瀛生異卉 綠野布春暉 龍虎風雲會 榮華自葳蕤 鄉邦現祥瑞 元夜燈月輝 | 鳳梨                                                                   | 活力鼠 洪新富設計              | 臺南縣 柳營鄉 南元農場 （未安置，已報廢）                      |
| 2009年 （20） | 己丑 （牛） | 宜蘭縣 宜蘭市 宜蘭運動公園 | 同心耕富強       | 偉陽藝術有限公司 謝文博                   | 中華電信股份有限公司 | 以台灣水牛為主題，藉著「牛」腳踏實地的造型，展現風生水起、經濟起飛、扭轉乾坤、開創新局之意，為歷屆最重的一座主燈。選擇金屬沖孔板作為雕塑表面製作，使用泛光膜為內襯。主燈總高度為18.3 公尺（主燈主體高度約14公尺，八卦基座高度約4.3公尺），總展幅為18公尺，總重量達26公噸，造價新台幣1350萬元。另為紀念臺灣燈會廿週年，會場陳列歷屆主燈之模型、配樂及簡介。 | 蘭雨飄香 潤滋四方 燈月輝光 騰歡未央 並耕富強 同上康莊             | 金棗                                                                   | 星光牛 許啟民設計              | 宜蘭縣 冬山鄉 中山休閒農業區 仁山植物園停車場 （已拆除）       |
| 2010年 （21） | 庚寅 （虎） | 嘉義市 東區、西區 嘉義公園周邊 至 嘉義火車站 | 福臨寶島         | 偉陽藝術有限公司 謝文博                   | 中華電信股份有限公司 | 主燈設計融入固有傳統、串留科技工藝、導入創新思維及在地文化等概念，利用老虎奔躍圓拱造型繽紛彩虹橋，象徵虎躍福臨意象，再以抽象工法，呈現嘉義諸山羅列及阿里山的雲海日出，配合兩組Q版幼虎燈，展現福佑寶島、欣欣向榮、家庭和樂意涵。在整體燈效表現上，除了以工業研究院光電工業研究所開發之螺旋紋狀全相片，搭配千變萬化的內、外發光，結合電腦連線律動作整體燈光照明演出外，更加入了時光隧道的光點無限延伸創新概念，運用鏡子及半反射鏡與光源間呈現出前所未有全新科技光效。主燈以金屬沖孔板雕塑外型，總高度達19.3公尺（主燈主體高度約14.8公尺，八卦基座高度約4.5公尺），主燈主體寬度約17.6公尺，總重達36公噸，造價新台幣1370萬元。 | 福臨寶島 祥瑞諸羅 燦明燈月 寰宇平和 九九同慶 卿雲賡歌             | 桃子                                                                   | 幸福99 林佳葦設計              | 燈會閉幕即拆除報廢                                             |
| 2011年 （22） | 辛卯 （兔） | 苗栗縣 竹南鎮、頭份鎮 竹南頭份聯合運動公園 | 玉兔呈祥         | 耀進有限公司 虞鎮隆                       | 中華電信股份有限公司 | 主燈以台灣野兔「皚兔」為造型，玉兔造型為大屁股、下額飽滿、露出兩顆兔寶寶牙齒、雙耳豎立、佩帶藍芽無線耳機，身穿背心，並手持標示「中華民國，精彩一百」元寶。主燈以金屬沖孔板作為雕塑表面製作，使用泛光膜為內襯。在主燈整體燈效上，除以工研院研發全像片燈效外，開創以最新高科技節能LED及高效能節能光源，展現世界第1座LED光源設計製作，並以科技數位化控制的巨型藝術燈籠。主燈總高20.5公尺，總重達30公噸，造價新台幣1370萬元。臺鐵亦發行紀念車票與月臺票。 | 獻瑞桐花鳳 山城慶雲龍 蓬萊安樂利 國運百年隆 祥光耀寰宇 玉兔正當中 | 紅棗                                                                   | 飛天兔寶寶 林佳葦設計          | 苗栗縣 銅鑼鄉 桐花樂活公園                                     |
| 2012年 （23） | 壬辰 （龍） | 彰化縣 鹿港鎮 | 龍翔霞蔚         | 耀進有限公司 虞鎮隆                       | 中華電信股份有限公司 | 主燈造型以「力」與「美」的工藝手法雕塑，以「龍行天下，光耀寰宇，祥雲四起，德披八方」為設計意象，展現昂然飛騰之從容姿態，氣宇軒昂，不怒而威，陽剛之中生動有致，猶如臨高俯視躍動之勢，展現龍飛九天，雨露蒼生的氣概，其所象徵之正面勇敢意象，盼為國家社會帶來經濟繁榮，安和樂利之願景。龍手握龍珠，龍珠圓代表圓滿自在，珠則代表吉祥富貴，希藉其所代表之意，帶來壬辰龍年萬事如意、吉祥富貴、富足圓滿的一年。整體燈效設計上，以科技數位化控制演出，並結合工研院研發全像光柵片（Holo graphic pixel grating）燈效，並以最新高科技節能 LED 及高效能節能光源來展現。主燈總高度及展幅均逾20公尺，總重達40公噸，內部安裝20萬顆LED燈炮，燈光迴路數2000組，造價新台幣1400萬元。雖然在2016年9月受風災摧殘斷頭，而已於2017年7月修復完成，目前已恢復打燈再現光彩。 | 鹿港慶嘉會 燈月燦芳菲 蓬島呈福瑞 八方喜來歸 龍翔彩霞蔚 萬物生光輝 | 瓠瓜                                                                   | 神氣龍 洪新富設計              | 彰化縣 員林市 龍燈公園                                         |
| 2013年 （24） | 癸巳 （蛇） | 新竹縣 竹北市 高鐵新竹站特定區 至 新瓦屋客家園區 | 騰蛟啟盛         | 耀進有限公司 虞鎮隆                       | 中華電信股份有限公司 | 設計構想以 -「蛟龍」做為造型依據，主燈造型設計以「騰蛟啟盛兆豐年，勁節高挺入雲端」為概念，整體造型呈現傲然飛騰之姿態；主燈蛟龍自水中騰躍於雲天之中，雲氣繚繞全身，氣勢昂然，象徵以天地為廓，和諧共生、厚德載物，護祐國家風調雨順，孕育新竹人才濟濟等意涵。整體燈效上，除以工研院研發全像光柵片（Holo graphic pixel grating）燈效外，全部的光源皆以顏色鮮豔多樣化、協調性絕佳的的高科技節能 LED，以高效能節能光源及以高科技數位化控制來呈現。主燈總高約20米及展幅逾20公尺，總重約26公噸，燈光迴路數2000組，造價新台幣1400萬元。 | 竹風竹韻 科技菁英 眾生平等 社會康寧 騰蛟啟盛 節節高升             | 柿子                                                                   | 炫風淘氣蛇 林佳葦設計          | 新竹縣 竹北市 新竹縣立體育館 (典藏未安置)                      |
| 2014年 （25） | 甲午 （馬） | 南投縣 南投市 中興新村 | 龍駒騰躍         | 埴鈁藝術有限公司 彭力真                   | 中華電信股份有限公司 | 造型設計以擅於奔跑登高之古代名駒「焉耆馬」為延伸設計主軸，採龍駒之姿態，登於臺灣第一高峰－玉山。在整體燈效設計上，則是以「全光學」、「科技性」、「綠能環保」為設計主軸，且本次主燈設計之總燈光系統高達5,120迴路數，並將以超過20萬顆以上之LED燈泡呈現出最為璀璨亮麗之視覺饗宴。主燈總高度高達23公尺，總重約30公噸，造價新台幣1400萬元。 | 玉嶽撐天柱 南投紫氣舒 龍駒騰捷足 萬馬展鴻圖 馳騖遍寰宇 蓬萊是仙都 | 荔枝 (梅花) (&) (百合花)                                               | 超萌馬 林佳葦設計              | 南投縣 南投市 南投縣會展中心旁                                 |
| 2015年 （26） | 乙未 （羊） | 臺中市 烏日區 高鐵台中站特定區 & 北區 臺中公園 & 豐原區 豐原火車站至廟東商圈 & 大里區 大里文創聚落(東湖公園)                                                 | 吉羊納百福       | 耀進有限公司 虞鎮隆                       | 中華電信股份有限公司 | 以「金羊獻瑞、五穀豐收」為設計精神，設計發想取自古代民間傳說：羊盜五穀種籽予人間因而捨身取義，在人們播下五穀種籽後，土地長出莊稼，五穀豐登，社稷安寧。另主燈造形係依據遠古金文「羊」之象形文字，塑造出具有一對大角，昂首遠視、身型簡約，搭配底座步步高陞之山巒，於主燈旋轉時象徵臺灣不斷向上發展高陞。主燈採用LED全彩視頻技術及新一代LED全光學擴散板，並以電腦化數位控制及燈光設計編程，可於主燈外表呈現圖騰或文字。主燈總高度為約23.4公尺，重量約30公噸，燈光迴路數5500組，造價新台幣1398萬元。 | 臺中著風物 陽餅鳳梨酥 元夜燈如晝 康衢笑相持 虔誠奉聖母 吉羊納百福 | 梨山蜜蘋果 (幸運草樹) (&) (蘋果寶樹)                                   | 羊咩咩 (小可與白白) 林佳葦設計 | 燈會結束即拆除報廢                                             |
| 2016年 （27） | 丙申 （猴） | 桃園市 中壢區 高鐵桃園站特定區 至 青塘園 & 桃園區 中路重劃區(風禾公園)                                                                                       | 齊天創鴻運       | 埴鈁藝術有限公司 彭力真                   | 中華電信股份有限公司 | 引用傳統故事西遊記中兼具勇氣智謀之美猴王為精神表徵，運用全彩LED光源創新搭配4D折射模式，左執金箍棒、右托仙蟠桃、腳蹬觔斗雲、身穿金鎧甲的齊天大聖主燈，以現代化嶄新科技風貌，重現人們記憶深刻的猴年代表神話故事。除了主燈高度再創新高外，內部燈光迴路系統也突破過往限制，以高達1萬7,000組迴路控制高效能全彩LED光源變化，使主燈「用電效能」與「光學彩度」打破過往紀錄。另於主燈雙眼手工鑲嵌大型水晶，以呈現主燈珍貴不凡質感，並象徵「火眼金睛，世界之星」的主燈絕世風采！主燈總高度為約26公尺，重量約30公噸，造價新台幣1400萬元。 | 桃園風雨順 萬物報陽春 百卉生雲錦 機場座國門 齊天創鴻運 元夜暢歡欣 | 桃子 （桃花樹）                                                        | 活力猴 林佳葦設計              | 桃園市 大溪區 石門水庫 (臺灣) 南苑生態公園 （已拆除）          |
| 2017年 （28） | 丁酉 （雞） | 雲林縣 虎尾鎮 高鐵雲林站特定區 至 農博公園 & 北港鎮 北港中山路街區 （北港朝天宮周邊） 至 北港觀光大橋周邊 至 北港水道頭文化園區                              | 鳳凰來儀         | 埴鈁藝術有限公司 彭力真                   | 中華電信股份有限公司 | 主燈造型設計為鳳凰昂首飛揚，並以降臨於山之巔，振翅展現翱翔天際的方式呈現，象徵帶領台灣飛向新紀元。總高度達23公尺，在整體燈光設計上，將採用全新4D折射方式展現光柵片視效，並採用可回收之光學折射片，提高光源穿透性達70％以上，另首創以1萬9千組以上之燈光迴路系統，將主燈內部裝置之全彩LED燈呈現出1200萬以上之畫素色彩，無論民眾自何角度觀賞主燈，皆可欣賞到千變萬化之光學奇幻美景；另今年將以200顆以上之大型水晶鑲嵌，呈現主燈珍貴而不凡的特質，除此之外，更突破歷年工法，首創以蔗糖結晶粒運用於內發光材料，藉由蔗糖結晶粒替代傳統濾光材料，以科技工法融入環保材質，創造出晶瑩剔透的美麗光芒，更呼應雲林縣「蔗糖之鄉」的美譽。 | 魚米雲林縣 花燈作故鄉 蔗糖與偶戲 寶島耀榮光 國泰民安樂 來儀舞鳳凰 | 哈密瓜                                                                 | 幸福奇雞 林佳葦設計            | 雲林縣 斗六市 人文公園 （已拆除）                              |
| 2018年 （29） | 戊戌 （狗） | 嘉義縣 太保市 縣治特區 至 太子大道 至 故宮南院 | 忠義天成         | 埴鈁藝術有限公司 彭力真                   | 中華電信股份有限公司 | 主燈造型設計以嘉義阿里山上的鄒族孩童與忠義相伴的台灣犬助力在阿里山雲海山巔上，融入嘉義在地形象象徵展望過去、佇立現在、眺望未來，讓世界看見臺灣，也歡迎各地民眾來臺灣作客。總高度21公尺，首次以雙主體型態呈現，融入嘉義人文歷史，在整體燈光設計上，將採用全新4D折射方式展現光柵片視效，並採用可回收之光學折射片，提高光源穿透性達70%以上，另以2萬組以上之燈光迴路系統，將主燈內部裝置之全彩LED燈呈現出1千2百萬以上之畫素色彩，並首度加入原住民小孩揮手打招呼動作，讓主燈展演時，民眾能夠感受小朋友揮手Say Hello。 | 媽祖花璀璨 美哉阿里山 鰲鼓駐奇鳥 沃原成大觀 上元屬忠義 萬民盡騰歡 | 本年度無設置祈福燈林                                                   | 達力狗 林佳葦設計              | 臺南市 大內區 走馬瀨農場 大石碑草原區                          |
| 2019年 （30） | 己亥 （豬） | 屏東縣 東港鎮 大鵬灣國際休閒特區 至 落日灣 & 東港鎮 光復路 （成功路至東隆街） 及 延平老街 & 屏東市 勝利星村、崇仁新村 及 萬年溪沿岸 （勝利東路至和生路二段） | 巨鮪來富         | 埴鈁藝術有限公司 彭力真                   | 中華電信股份有限公司 | 主燈造型以鮪魚乘風躍浪之姿，展現台灣旺盛生命力，同時象徵「年年有餘、富貴屏安」，預祝來年大豐收，結合水上倒影及水幕投影，更顯美麗姿態，總高度16公尺，並以2萬組以上的燈光迴路系統，透過主燈內的全彩LED燈呈現出1千2百萬以上的畫素色彩。雖然該園區已在2019年7月關閉，但在經過一連串波折，終於在2022年7月中旬開放部分園區，民眾可以近距離觀看巨鮪來富而不需遠觀。 | 巨鮪來致富 東港燦漁都 大鵬臨海渡 藍灣勝畫圖 屏縣宏開物 蓬萊廣福祿 | 蓮霧                                                                   | 2019屏安豬 洪新富設計          | 屏東縣 東港鎮 大鵬灣國際休閒特區                               |
| 2020年 （31） | 庚子 （鼠） | 臺中市 后里區 臺中花博森林園區 至 臺中花博后里馬場園區 & 南屯區 文心森林公園                                                                                 | 森生守護- 光之樹 | 達達創意有限公司 林舜龍                   | 中華電信股份有限公司 | 以原木板片結合鋼構，組立一座超過15米以上高度的巨大樹木形態，22條主結構分別代表台灣22個縣市，以偌大的板根，共同汲取大地的能量，向上伸展開枝散葉，又分別生長出代表各鄉鎮區里的368朵含苞待放的花苞造型花燈，枝枒間交錯散佈著代表2359萬台灣人民的2359片心形綠色葉片，如家家戶戶在風中飄動閃耀發光，守護著台灣。此外，今年主燈首創讓民眾可以走進主燈內部一探奧妙，主燈內部設置由種子化身的大氣球懸掛其中，也設有互動裝置，可隨著下方民眾的呼喚緩緩下降，並散發淡黃光芒及芳香。 | 大地春回 萬象更新 生生不息 森生守護 福祐台灣 迎向未來             | 本年度無設置祈福燈林                                                   | 吉力鼠 美利鼠 林佳葦設計       | 目前仍典藏中，未安置                                           |
| 2021年 （32） | 辛丑 （牛） | 新竹市 東區、北區 錦華公園 至 新竹綠園道 至 新竹火車站周邊 至 新竹公園                                                                                       | 乘風逐光         | 豪華朗機工 林昆穎 陳志健 張耿華           | 中華電信股份有限公司 | 主燈以乘風逐光為名，打造超過15公尺模擬風動的藝術裝置，結合以風光為特色元素，不僅呈現出在地特色，竹製燈籠將運用機械裝置，讓108根竹子呈現出如風一樣的律動感，並以新竹聞名的玻璃為素材，要打造高科技的未來感主燈，並呈現「連結在地、聲光動態、眾和百燈、儀式表演」等4大亮點。 本屆因嚴重特殊傳染性肺炎疫情影響停辦一屆 |                                                                   |                                                                        | 活力牛 林佳葦設計              | 交通部觀光署直接典藏                                           |
| 2022年 （33） | 壬寅 （虎） | 高雄市 鳳山區 衛武營國家藝術文化中心 及 衛武營都會公園 & 鹽埕區、苓雅區、鼓山區 高雄流行音樂中心                                                             | 鳳彩飛舞         | 六禾設計工作室 呂秉承 & 書法藝術家 董陽孜 | 中華電信股份有限公司 | 本次主燈首創結合書法藝術，由知名藝術家呂秉承與國寶級書法家董陽孜跨界合作，以「鳳彩飛舞」為主題，將董老師創作「鳳」字墨寶解構為鳳凰展翅之姿，並棲息在祥雲籠罩之綿延山巒，以在地「鳳山」發想，將「鳳」字解構成台灣造型、帝雉展翅及乘風而起的優美之姿，棲息在祥雲籠罩之高山上，也為透過元宵祈求國運昌隆，展現書法藝術的寫意又具鳳凰展翅高飛的飄逸靈動。主燈作品高度超過22公尺，透過機械轉盤裝置360度展現，配合環繞式大尺寸LED屏幕投射董老師龍飛鳳舞的開燈六步驟，將以匠心獨具之呈現手法，讓參觀民眾體驗到不同以往之光影魅力！ | 眾志祈願 鳳臨大地 八方承平 光彩港都 舞福寶島 飛耀寰宇             | 鳳梨樹                                                                 | 大吉虎 林佳葦設計              | 花蓮縣 鳳林鎮 花東縱谷鳳林遊憩區                               |
| 2023年 （34） | 癸卯 （兔） | 臺北市 信義區、大安區 國父紀念館 至 臺北市政府周邊 至 松山文創園區 至 信義計畫區 至 四四南村 至 東區商圈                                                     | 玉兔壯彩         | 明道工作室 李明道                         | 中華電信股份有限公司 | 主燈以值年生肖「兔」為主題，高度22公尺，由知名藝術家李明道AKIBO以「玉兔壯彩」為名創作科技兔主燈，「玉兔」代表月光吉祥，「壯彩」意即光輝明亮，玉兔回顧過去的一年表現科技產業、民主自由、國際參與台灣傲人的成績，也期許準備好迎接全新開始，祈福來年安定富庶、夢想起飛，透過機械轉盤裝置360度展現，結合多項數位科技及創新技術，帶給參觀民眾不同以往的光影感受，燈會閉幕後也將典藏續展，繼續延伸燈會效益。 | 玉兔壯彩 舉世輝光 安和樂利 取道康莊 國際誇目 台灣自強             | 胡蘿蔔                                                                 | 大展虹兔 林佳葦設計            | 已拆除報廢                                                     |
| 2024年 （35） | 甲辰 （龍） | 台南市 歸仁區 高鐵台南站特定區 & 安平區 台南運河 至 港濱歷史公園 （遊憩碼頭至林默娘公園)                                                                     | 龍來台灣         | 埴鈁藝術有限公司 彭力真                   | 中華電信股份有限公司 | 主燈作品總高度達22公尺，創作靈感來自台南大天后宮殿前石柱飛龍神韻及型態，結合具象與抽象的大型立體內發光燈籠手法，此外，主燈除維持整體造型自轉1圈外，龍的左右前臂還將配置機電控制軸承元件，使台灣燈會跨越過往主燈動態限制，塑造2024台灣燈會主燈氣宇非凡的王者之風，充分彰顯台灣燈會在台南的榮耀，不同於往年台灣燈會，主燈的光源電力將結合綠能與節能概念，採用太陽能發電科技，大幅降低大型燈籠作品的總用電量，此次主燈也特別邀請台南大學綠能科技學系教授傅耀賢及其研發團隊，將太陽能封裝材料EVA及碳60的原子元素加入主燈造型創作中，於展演時創造動態驚豔與視覺變化，增加展演豐富性，呈現神龍威風凜凜之姿。 | 辰龍來獻瑞 福祿自豐饒 鴻猷新氣象 嘉會共逍遙 科技新國力 寶島慶元宵 | 五彩光球                                                               | 小龍包 林佳葦設計              | 臺南市 新市區 臺南科學園區 迎曦湖                              |
| 2025年 （36） | 乙巳 （蛇） | 桃園市 中壢區 高鐵桃園站站前廣場 & 青塘園 至 青埔世客博2館周邊 & 兒美館 & 棒球場列展區 至 機場捷運A19站周邊                                                  | 無限樂園         | 明道工作室 李明道                         | 中華電信股份有限公司 | 主燈設計理念，靈感來自遊樂園的雲霄飛車及滑水道，期許全世界旅客來體驗，以無限符號呈現被國際媒體讚譽為「沒有雲霄飛車的迪士尼樂園」的「台灣燈會」，同時以「無限樂園」為名，象徵台灣燈會的歡樂氛圍，含底座總高度18公尺，透過機械轉盤裝置360度展現，運用AI及動作捕捉等多項嶄新科技，透過影像創作故事，呈現多元豐富視覺元素，內容涵蓋棒球文化、機場意象、在地人文、國際參與等，展現千變萬化的視覺語言。 | 強棒出擊 綠色矽島 領航揚翼 國際祝福 歡樂桃園 台灣魅力             | 桃子 （桃喜大吉）                                                      | 蹓蹓蛇 林佳葦設計              | 桃園市 中壢區 中原文創園區 (預計安置點)                        |
| 2026年 （37） | 丙午 （馬） | 嘉義縣 太保市 縣治特區 至 太子大道 至 故宮南院 |                  |                                           |                      | |                                                                   |                                                                        |                                |                                                                |
| 2027年 （38） | 丁未 （羊） | 苗栗縣 竹南鎮、頭份鎮 竹南頭份聯合運動公園 |                  |                                           |                      | |                                                                   |                                                                        |                                |                                                                |

### 歷屆副燈
副燈以單一巨大花燈方式展現，吸引眾人目光，展示焦點僅次於主燈。決定其座落位置之前尚需先勘定地理風水，且副燈在設計時也必須使主體頭部均朝向主燈，使主、副燈可以相輔相成。
其中，燈藝師陳金泉以一體成型見長，主攻傳統燈藝，燈藝師林健兒則以堆疊的技術，讓傳統的花燈氣勢磅礡，兩位燈藝大師也成為台灣燈會的主角人物，而陳金泉及林健兒兩位燈藝師都認為，燈會的副燈「嚴格來說」應該從民國90年開始。
- 2019年，副燈開始規劃為創新副燈（永久性副燈）及傳統副燈兩種模式。
- 2024年，副燈規劃與迎賓門結合為一體，並部分副燈改成主題燈組。

| 年序                | 生肖 | 主辦地點 | 副燈                                                            | 設計者、燈藝師                                                                                       | 副燈簡介 |
| ------------------- | ---- | --- | --------------------------------------------------------------- | --- | --- |
| 民國 79年 （1990）  | 馬   | 臺北市 中正區 中正紀念堂 | 天馬燈                                                          | 夏學常                                                                                               | 「天馬燈」以馬造型的黃色巨型氣球燈 ，懸掛於大中至正門兩側廣場中，是燈會副燈概念的肇始。兩盞天馬燈，每座長6公尺，由黃色強化尼龍布製成，內充氦氣，下方懸掛「馬到成功」及「'90 LANTERN FESTIVAL」兩個標語，象徵馬年燈會馬到成功。但南側天馬燈因被民眾施放沖天炮破壞而萎消，工作人員擔憂發生意外， 燈會第2天就把天馬燈取下，未能撐到燈會結束。 |
| 民國 80年 （1991）  | 羊   | 臺北市 中正區 中正紀念堂 | 智燈                                                            | 游金養                                                                                               | 「智燈」-「張良」置放園內，隱含「 智控全場」作為樞鈕之寓意。 |
| 民國 81年 （1992）  | 猴   | 臺北市 中正區 中正紀念堂 | 本年度無設置副燈                                                | - | - |
| 民國 82年 （1993）  | 雞   | 臺北市 中正區 中正紀念堂 | 九龍壁燈                                                        | 亞哥花園                                                                                             | 瞻仰大道上除主燈外，由亞哥花園製作九龍壁燈，四周佈置盆景，與中心主燈、對聯燈聯成一線。 |
| 民國 83年 （1994）  | 狗   | 臺北市 中正區 中正紀念堂 | 本年度無設置副燈                                                | - | - |
| 民國 84年 （1995）  | 豬   | 臺北市 中正區 中正紀念堂 | 夢幻水影燈                                                      | 亞哥花園                                                                                             | 在中心主燈後側，設置夢幻水影燈， 由亞哥花園引進法國水幕電影高科技器材，搭配造景設計，呈現如夢似幻的水幕電影。 |
| 民國 85年 （1996）  | 鼠   | 臺北市 中正區 中正紀念堂 | 東方之光                                                        | - | 在中心主燈旁設置副燈，以鵝鸞鼻燈塔為主造型，搭配美麗海岸景觀，以及繽紛的花草，呈現南台灣漂亮景觀特色；夜間結合燈光、雷射效果，從高聳燈塔綻放光芒，展現東方之光 ，意涵著「天行健、君子以自強不息」的精神。 |
| 民國 86年 （1997）  | 牛   | 臺北市 中正區 中正紀念堂 | 本年度無設置副燈                                                | - | - |
| 民國 87年 （1998）  | 虎   | 臺北市 中正區 中正紀念堂 | 威震寰宇 京兆綿延                                               | 沈春池文教基金會                                                                                     | 設計以太極圖為中心，古代神話四靈 ―青龍、白虎、朱雀及玄武環繞，分別代表東、 西、南、北四方，以「京」字為轉運中心，從地球發展出「立足台灣、放眼天下」的含意。 |
| 民國 88年 （1999）  | 兔   | 臺北市 中正區 中正紀念堂 | 本年度無設置副燈                                                | - | - |
| 民國 89年 （2000）  | 龍   | 臺北市 中正區 中正紀念堂 至 凱達格蘭大道 （總統府至景福門） 至 中山南路 （監察院至中正紀念堂）                                                               | 資訊龍                                                          | 資訊工業策進會                                                                                       | 結合資訊概念及傳統中國精神的資訊龍吉祥物「Touch」，中文命名「太極」，代表西方科技與東方文化素養結合後，「立足臺灣、放眼世界」的資訊科技產業。 7隻形體不同的資訊龍可以在90秒內，讓總重量超過1萬公斤的巨型汽球龍瞬間充氣後，由地面直接攀升至16公尺，相當於6層樓的高度。 |
| 民國 90年 （2001）  | 蛇   | 高雄市 鹽埕區、前金區 愛河 （中正橋至高雄橋） 至 仁愛公園 （高雄二二八和平公園） & 苓雅區 新光碼頭 （高雄港17至21號碼頭）                                    | 龍 鳳 麒麟 鰲                                                   | 陳金泉 林健兒                                                                                        | 燈會移師高雄，燈會舉辦地點高雄市愛河畔，視野寬闊，主辦單位特設置如水中之王-龍、百鳥之 冠-鳳、珍奇之獸-麒麟、水裡力爭上游的魚—鰲，4座象徵吉祥的副燈分別在河的兩岸守護。 |
| 民國 91年 （2002）  | 馬   | 高雄市 鹽埕區、前金區 愛河 （中正橋至高雄橋） 至 仁愛公園 （高雄二二八和平公園） & 苓雅區 新光碼頭 （高雄港17至21號碼頭）                                    | 鰲魚出海 天馬奔騰 龍飛鳳舞 簫韶九成                             | 陳金泉 林健兒                                                                                        | 「鰲魚出海」、「天馬奔騰」2座燈設置於中正大橋兩側，高度14公尺，寬5公尺，以鰲象徵高雄之國際海港，出海謂其大有施展；另謂高雄之成就導引國家大展於國際社會，有如天馬奔騰於浩瀚之宇宙中。 「龍飛鳳舞」、「簫韶九成」2座燈採拱門造型，分別橫跨河東路及河西路，高度15至17公尺之間，寬度約20公尺，謂國家大展鴻圖，高才捷足者各盡所能，社會充 滿祥和，另簫韶九成燈採七仙女飄逸造型，有如堯天舜日，百姓享受安樂和平之意。 |
| 民國 92年 （2003）  | 羊   | 臺中市 西區 經國綠園道 （國美館至中港路） & 北區 臺中公園 | 鳳鳴高岸 光耀台灣 「河清海晏，國泰民安」 「卿雲爛縵，旭日東昇」 | 陳金泉 林健兒                                                                                        | 依主燈開燈六大步驟之意旨為設計主題方向，製作4座高度約14公尺至16公尺，底座寬為5公尺至6公尺之大型精緻花燈，置放於台中經國園道燈區沿線分區佈置，結合各式燈光變化，為民眾矚目之焦點。 |
| 民國 93年 （2004）  | 猴   | 臺北縣 板橋市 新板橋車站特定專用區 至 板橋第一運動場 | 造極峰頂 萬物齊生 蓬萊仙境 各競爾能 交通安全宣導                | 陳金泉 柯恩&邱創定                                                                                   | 4座傳統副燈配置在板橋特專六廣場四角落，以台灣生態、景觀及觀光活動為製作方向，每座高度達15公尺，更首創採動態設計，賣點十足。另交通部委託製作高、寬各10公尺之交通宣導副燈2座，置放於縣民廣場臨縣民大道處。 |
| 民國 94年 （2005）  | 雞   | 臺南市 安平區 港濱歷史公園 （遊憩碼頭至林默娘公園） 至 安億公園                                                                                              | 福臨蓬島 光耀寰宇                                               | 陳金泉                                                                                               | 配置於祈福林兩側，以龍鳳呈祥圖案為素材，龍鳳雙棲，象徵「福臨蓬島」、「光耀寰宇」，祈祝國運昌隆、永世太平。 |
| 民國 95年 （2006）  | 狗   | 臺南市 安平區 港濱歷史公園 （安億橋至林默娘公園） 至 安億公園                                                                                                | 麻姑獻壽 南極仙翁                                               | 陳金泉                                                                                               | 以「麻姑獻壽」、「南極仙翁」等吉祥題材為設計理念，希藉由眾仙浮現祥瑞紫氣之雲彩，讓台灣在國際舞台上繼續發光發亮；副燈以單一巨大花燈方式展現高15米，吸引眾人目光，展示焦點僅次於主燈。 |
| 民國 96年 （2007）  | 豬   | 嘉義縣 太保市 嘉義縣治特定區 | 雙龍戲珠 雙鳳嬉春 金玉滿堂 瑞獅戲球                             | 陳金泉 林健兒                                                                                        | 會場中除了鼎立於高峰的台灣山豬相當搶眼之外，另有4個矗立頂天的祥獸，猶如守護神般的環繞在主燈的四周，它們就是「雙龍戲珠」、「雙鳳嬉春」、「金玉滿堂」、「瑞獅戲球」等4座副燈，象徵龍鳳齊護、祥獅獻瑞、風調雨順及富足美好的意涵，營造出吉祥如意的新春氣象。 |
| 民國 97年 （2008）  | 鼠   | 臺南縣 善化鄉、新市鄉 南部科學工業園區L&M區 （Solar City 陽光電城）                                                                                          | 九鯉化龍 百鳥朝鳳 天降瑞麟 馱重致遠                             | 林健兒 陳金泉                                                                                        | 設計理念分別來自龍、鳳、麒麟及贔屭等四種古代祥瑞，主題分別訂名為「九鯉化龍」、「百鳥朝鳳」、「天降瑞麟」及「馱重致遠」，並以複合式巨大花燈方式展現，吸引眾仁目光。 |
| 民國 98年 （2009）  | 牛   | 宜蘭縣 宜蘭市 宜蘭運動公園 | 龍鳳呈祥 龜鶴同壽 駿馬騰飛 蘭陽飛躍                             | 陳金泉 林健兒                                                                                        | 將台灣燈會展場宜蘭的在地風情理念和吉祥節慶的寓意結合，設計出「龍鳳呈祥」、「龜鶴同壽」、「駿馬騰飛」及「蘭陽飛躍」等四座副燈，單一巨大的造 型，不僅吸引眾人眼光，還迫使主燈加高才能抗衡。 |
| 民國 99年 （2010）  | 虎   | 嘉義市 東區、西區 嘉義公園周邊 至 嘉義火車站 | 麒麟獻瑞 龍戲虎祈福燈 瑞鳳翔飛 鰲躍江海                         | 翁賢良 陳金泉 林健兒                                                                                 | 設計理念分別來自麒麟、龍、鳳及鰲魚等四種古代祥瑞，主題分別訂名為「麒麟獻瑞」、「龍戲虎祈福燈」、「瑞鳳翔飛」及「鰲躍江海」。 |
| 民國 100年 （2011） | 兔   | 苗栗縣 竹南鎮、頭份鎮 竹南頭份聯合運動公園 | 桐花鳳凰 祥龍獻瑞（飛龍在天） 鶴立祥和 天降禎祥                 | 林健兒 陳金泉 翁賢良                                                                                 | 「桐花鳳凰」鳳凰為傳說中的百鳥之王，古人認為此鳥是能之天下的靈鳥，集各種鳥類之優美於一身，如錦雞的頭、鴛鴦的身、大鵬的翅、仙鶴的足、孔雀的尾、如意形的勝冠，五彩備舉，非梧桐不棲，故以梧桐的花及雙鳳為主題。 「祥龍獻瑞（飛龍在天）」龍為自古以來傳說中的吉祥神物，說文中說:「龍、麟蟲之長，能幽能明，能細能巨，能長能短，春分而登天，秋分而潛淵。」龍是多種生物特徵的綜合體。為配合主展場司令台的造型，故以飛龍在天的姿態作為設計主題。 「鶴立祥和」鶴在民間傳統的觀念裡，認為牠是長壽的禽鳥，一方面是因為鶴的姿態優雅閒適，象徵生活得很好。所以我們就用牠來祝福人過的幸福而長久。另外，祥鶴與台語「尚好」聲音相似，祈帶來人民生活好預兆。 「天降禎祥」「麒麟」為四靈獸之首，自古以來就是祥瑞的象徵。當聖人出現，天下太平的時候，牠才會出現。本燈以麒麟為製作題材，祈望「天降禎祥」，讓「天下太平」，並祝「風調雨順」、「國泰民安」。 |
| 民國 101年 （2012） | 龍   | 彰化縣 鹿港鎮 | 天上聖母 展鹿頭角 鰲躍龍庭 贔屭馱福                             | 林健兒 黃文全 陳金泉                                                                                 | 「天上聖母」媽祖，中國著名之女海神，俗名林默，人稱為林默娘，宋代福建莆田湄洲人，傳說默娘的母親陳氏曾夢見南海觀音菩薩，贈予一朵優鉢花，喜而吞之，便覺有孕，懷胎十四個月而生默娘，少時就塾讀書，喜燒香禮佛，具有慧根佛性；能言人禍害，亦懂醫藥。十三歲時遇異人得道典秘法，能預知休咎，十六歲觀井得符，遂靈通變化，驅邪救厄，屢顯神異。 媽祖常穿朱衣，與隨從千里眼、順風耳，乘雲遊於島嶼之間。主要神跡是救助海上遇難之生民。如果海風驟起，船舶遇難，只要口誦媽祖聖號，就能化險為夷。默娘羽化後，人們立廟祀之，自宋、元、明、清以來，默娘屢屢顯靈救助海難之人，故先後被褒封為「天妃」、「天后」、「天上聖母」。 「展鹿頭角」自古以來「鹿」就是祥瑞的象徵，也是凡人成為神仙後的騎乘，古文獻載~春賦：「艷錦安天祿，新綾織鳳凰」。說明了鹿是深受人們喜愛的神獸，再加上鹿與『祿』諧音，故鹿的形象也成了封官、晉爵、俸祿及福祿壽的象徵。 2012年台灣燈會將於文化古城『鹿港』豋場，以代表福祿的祥獸~鹿~為主題，並與鹿港相呼應設計一款昂首眺望的梅花鹿取名為『展鹿頭角』，而週遭再搭配四隻可愛小鹿與主體合體代表著~五路(鹿)財神~之意，整件作品除了提供美好的視覺享受，也希望在新的一年大家都能展露頭角、福祿滿盈。 「鰲躍龍庭」鯉躍龍門，幻化為龍，並飛上天庭將甘霖滋潤萬民。龍擁有宇宙能力與光榮使命，代表祥瑞、和諧、長壽與高貴，並擁有至貴至善的性靈。「鰲躍龍庭」意謂國人步步高升，擁有美好的未來，同時也象徵風調雨順，國運昌隆。 「贔屭馱福」龍生九子，各有所好，喻「行行出狀元」，贔屭喜歡負重，長年累月負責馱天下石碑，任勞任怨，就像現今慈善家可以給人帶來福氣。 |
| 民國 102年 （2013） | 蛇   | 新竹縣 竹北市 高鐵新竹站特定區 至 新瓦屋客家園區 | 豐財進寶 福祿招財 泰平有象（仙鶴覓福鹿/春草繫太瓶） 金鳳翔飛    | 黃文全 王昱仁 王耀瑞 林健兒                                                                          | 「豐財進寶」聚寶盆內堆滿財寶象徵財源茂盛，希望年年如意、豐財聚寶。 「福祿招財」豼修傳說以四方之財為納食，是招財的瑞獸，也是趨吉避邪的象徵。龍鼻圓潤、虎目如電、肚大納財、肩生雙翼、四肢強勁，昂首跨步，躍出遠瞻的視野，是滾動財源的利基。 「泰平有象（仙鶴覓福鹿/春草繫太瓶）」象如雨水，象徵大地草木豐美，厚澤富麗。古人將「瓶」與「象」並置，寓意為「太平有象」，吉象盛願，飽滿如瓶。瓶身二聯合抱，涵義為春暖花開，四季如春。更有二友隨行，仙鶴巧探，福鹿相伴，相互輝映產生生動氣息。 「金鳳翔飛」鳳凰為傳說中的百鳥之王古人認為此鳥是能之天下的靈鳥，集各種鳥類之優美於一身，如錦雞的頭、鴛鴦的身、大鵬的翅、仙鶴的足、孔雀的尾、如意形的勝冠，五彩備舉，為台灣帶來富貴吉祥的象徵。 |
| 民國 103年 （2014） | 馬   | 南投縣 南投市 中興新村 | 珍禽爭艷 福祿安康 台灣酷比熊                                    | 林健兒 王昱仁 黃文全                                                                                 | 「珍禽爭艷」以日月潭孔雀園的孔雀為主角，搭配臺灣藍鵲、藍腹鷴等珍禽為主要造型元素；結合南投竹山盛產的翠竹，代表不畏逆境蒸蒸日上的秉性，也象徵高風亮節、君子之德。 「福祿安康」因國姓鄉與信義鄉分別為水鹿之鄉及梅之鄉，因此以梅與水鹿為呈現主題，並以鹿同祿的諧音，代表財富與安康，另寒梅報春乃預兆吉祥與喜慶，更有帶來繁榮昌盛之意 「台灣酷比熊」以台灣特有亞種的原生熊類，同時也是南投縣的吉祥物及全民票選台灣最具代表性野生動物－臺灣黑熊為主角，以一身科技勁裝及動態面罩，呈現多元豐富的副燈特色。 |
| 民國 104年 （2015） | 羊   | 臺中市 烏日區 高鐵台中站特定區 & 北區 臺中公園 & 豐原區 豐原火車站至廟東商圈 & 大里區 大里文創聚落(東湖公園)                                                 | 魚躍成龍 鳳凰嬉春 吉羊如意 夢想啟航                             | 林健兒 陳祖榮 王耀瑞 黃文全                                                                          | 「魚躍成龍」傳說群魚溯河而上，至龍門之地時，惟有最勇敢且具神靈的鯉魚能躍升龍門，搖身成龍，故有「鯉魚躍龍門」之吉語。今以群鯉及臺灣國寶魚櫻花鉤吻鮭在瀑布急湍中，不畏艱難奮力躍升之精神，勉勵人們力爭上游，把握魚化為龍之契機，以成就功名。 「鳳凰嬉春」鳳凰為百鳥之王，自古以來即是象徵太平盛世的瑞鳥，且集各種鳥類之優美於一身，如錦雞的頭、鴛鴦的身、大鵬的翅、仙鶴的足、孔雀的尾、如意形的勝冠，五采而紋。鳳凰於燈會期間飛駐臺中，象徵社會祥和，另搭配臺中市花-山櫻花，於每年春季時節開花，鳳凰搭配綻放的山櫻花群，繁花似錦，嫵媚多姿，煞是美麗。 「吉羊如意」羊有強健的脊椎，善於奔走跑跳，於山嶺陡峭更見身影自在，地勢崎嶇越見美健，搭配如意取其「吉羊如意」之涵義。另如意前有月圓圖，尾端則托住一隻翠鳥，增加整體的輕盈，也強調羊愉快走跳，並顯露內心的得意，加上泰雅族圖騰織紋更顯律動感，輔以柔軟的帶飾從底座蜿蜒而上，更顯美感。 「夢想啟航」行腳走遍臺灣的喔熊組長，這次身著勁裝化身為帥氣的領航者，以堅定的意志力懷抱著希望與夢想，引領著象徵勇氣與毅力的飛船，乘風破浪，帶領人們迎向美好的未來。 |
| 民國 105年 （2016） | 猴   | 桃園市 中壢區 高鐵桃園站特定區 至 青塘園 & 桃園區 中路重劃區(風禾公園)                                                                                       | 舞動桃源 鳥語花香 夢幻奇緣 祥猴獻桃                             | 王耀瑞 王昱仁 黃文全 陳祖榮                                                                          | 「舞動桃源」金龍飛舞，四海活躍。時和豐丙申，財源似水源。龍是抽象與具象的匯聚，為表現由神韻而生的形象，融入藝術形式中被喻為「線條之雄辯」的書法理法，將草書揮運之妙，與龍形體結合，以求龍如雲霧巧變的姿態，傳達龍於天上「重若崩雲，輕如蟬翼」的形態。藉由「龍」的形與線條的演繹，體會書寫當下心手契合，筆墨雙暢時「導之如泉注，頓之則山安」的動勢。 「鳥語花香」五色鳥為臺灣特有亞種，有鮮豔的五彩顏色，結合桃花、櫻花及梅花的色、香、韻有相得益彰之妙，並象徵生機盎然、欣欣向榮。另藉由五色鳥的五種顏色，隱喻桃園在地閩南、客家、原民、眷村和新住民的多元族群文化的匯聚，共同譜出繽紛的樂章，並像桃花、櫻花、梅花一樣的繁榮昌盛，寓意生活幸福美滿。 「夢幻奇緣」童話故事一直以來陪伴著許多人成長，充滿著幻想與期盼。以糕餅糖果樹屋城堡為發想概念，如童話故事般由大樹上湧出五彩繽紛的果漿，與蛋糕餅乾巧克力結合成夢幻般的糖果樹屋，並運用鮮豔的色彩燈光營造氣氛，加上由燈會吉祥物ㄚ桃與園哥帶領許多活潑可愛擬人化打扮的臺灣野生動物來表現出童話般的夢幻意境。現今社會人們生活忙碌，期盼此燈讓人們重拾童年純真的幻想夢境，擁有更多的歡樂與憧憬。 「祥猴獻桃」寓意官運亨通、福祿雙全，藉由祥猴的形象，表徵拜將封侯，升官如意，展現丙申猴年豐收富足，吉慶瑞兆。 獻桃的動作，意指祈禱康壽、福祿綿長，搭配土地公的形象，意喻守護家園、五穀豐登，並祝賀桃園五宇春開，喜祥安康。整體設計概念，借用古代神話瑤池蟠桃盛會，眾仙進桃拜壽，並參考民俗題材-麻姑獻瑞、白猿獻桃等內容，輔以土地公福佑萬民的傳統信仰，融合傳統與創新，齊備文化與前衛的設計理念，呈現出加官進爵、福壽富足慶賀之意。 |
| 民國 106年 （2017） | 雞   | 雲林縣 虎尾鎮 高鐵雲林站特定區 至 農博生態園區 & 北港鎮 北港中山路街區 （北港朝天宮周邊） 至 北港觀光大橋周邊 至 北港水道頭文化園區                          | 魚躍龍門 牛轉乾坤 鳥囀花開 祥獅獻瑞                             | 黃文全 藍永旗 陳祖榮 王耀瑞                                                                          | 「魚躍龍門」取材古代民間故事元素，以寓意「一躍龍門、身價百倍」，於迎新春時以此典故期盼新的一年飛躍高升、吉祥富貴的美好願望，同時燈組與北港水道頭園區池水相互輝映，使之美侖美奐、璀璨奪目，創造出新的視覺饗宴，成為台灣燈會之視覺焦點。 「牛轉乾坤」「牛」在臺灣早期農耕社會中扮演重要角色，為農業與豐收的象徵，同時也代表臺灣人做事腳踏實地，勤奮且堅毅之寫照；本次以水牛仰天長嘯之勢，搭配背上成雙鷺鳥，表達五穀豐收、吉祥富貴之意，更意喻國人守護家園，為生活打拼的厚實情感；輔以周圍豐碩的在地農作（如稻米、文旦、紫地瓜、蒜頭、柳丁等）及載滿烏魚的竹簍，展現樂天知足之農家樂，也象徵豐年到來，社會安和樂利，並祈願國運昌隆。 「鳥囀花開」雲林縣湖本村地形多為丘陵地，生態環境相當良好，每年夏天更有國際保育類鳥種的候鳥–八色鳥前來棲息，為世界已知八色鳥最大繁殖地，因此雲林縣湖本村被稱為「八色鳥的故鄉」。 「祥獅獻瑞」為體現雲林武術的發展與地方節慶之活力，總合力道和形之運作，並從祥獅神態中掌握勇猛智慧，體會武術的柔剛妙勁。獅子特大的鼻頭稱「好鼻獅」，好鼻獅可嗅「錢味」，雄獅前足踩繡球，球上飾以古錢纹，象徵財源滾動，大地轉新機。而獅鬃捲曲線條優美如層層祥雲翻騰，普天開景運之貌，次為表示獅子經馴服，脖子繫上頸圈和鈴鐺，獅口銜珠寶，祥光滿室，瑞氣盈門。 |
| 民國 107年 （2018） | 狗   | 嘉義縣 太保市 縣治特區 至 太子大道 至 故宮南院 | 朝日合鳴 台灣幸福驛站                                           | 王耀瑞 黃文全                                                                                        | 「朝日合鳴」同時展現阿里山三大特色： 1.阿里山特有的地形與山勢，造就其享譽國際的日出絕景，當朝陽乍現、日出雲端，瞬間光芒萬丈、燦爛奪目。 2.台灣特有種帝雉，常於小雨過後，雲霧繚繞之際，雌雄同行悠遊林間，一前一後、亦步亦趨，在曉日輝光襯托下，更顯「迷霧中王者」的姿態。 3.台灣一葉蘭在山林中暗吐幽香，鄒族勇士的樸拙刀痕刻劃了祖靈的傳說，色彩錯落的幾何圖騰圍繞著古老的祭典，山林美景與原民文化在時間的長流譜出雋永動人的協奏曲。 「台灣幸福驛站」以馬車結合小火車為主意象，設計上以一馬當先的回首駿馬，結合阿里山與森林小火車的音樂馬車型態為發想，並讓小火車以旋轉動態方式呈現，基座更特別以光雕來呈現台灣的型態，帶給您全新的賞燈體驗，並駐足感受。 |
| 民國 108年 （2019） | 豬   | 屏東縣 東港鎮 大鵬灣國際休閒特區 至 落日灣 & 東港鎮 光復路 （成功路至東隆街） 及 延平老街 & 屏東市 勝利星村、崇仁新村 及 萬年溪沿岸 （勝利東路至和生路二段） | 豐豬屏安 南國豐收 點亮屏安 東港故事                             | 李明道(Akibo) 藍永旗 蔡致偉 王耀瑞                                                                   | 屏東在地文化傳說「豐豬爺」，象徵祈求庇佑平安、豐收。 炯炯有神的大眼、帶著獠牙微笑表情，微仰頭自信的端坐在大鵬灣國家風景區管理處遊客中心的入口綠地。迎接來往的旅客貴賓，帶給大家滿滿的元氣與平安幸福。 「南國豐收」以掌管土地的財神「土地公」為主角，搭配屏東水果物產，透過民間神祇「土地公」花身農民肩挑如意扁擔，盛載屏東水果與財富，表徵「順心如意，年年豐收」之寓意。 「點亮屏安」以「自然包覆人文，人文訴說故事，搭配以及居民共創」為主題，恆春南門為造型基礎，透過紙雕手法鏤空呈現。正面搭配迎王祭典、東港三寶、跨海大橋等主題；隧道內長廊邀請「屏東偏鄉孩童」刻畫自己家鄉故事；外側立面以「萬丹紅豆」堆疊象徵物產豐饒；中段城牆以黑鮪魚圈成圖騰，包覆梅花鹿、綠蠵龜及生肖年豬，象徵人與自然和平共處精神；上部牌樓以「甜甜的甘蔗甜甜的雨，肥肥的甘蔗肥肥的田」詩句，將甘蔗田照映在牌樓上，象徵欣欣向榮。 「東港故事」以黑鮪魚、絢櫻(東港黑鮪魚觀光季虛擬代表)、王船及台灣燈會LOGO組成，正面為絢櫻海神誕生姿態由浪花烘托升起與一旁由上往下黑鮪魚動態形成剛與柔對比，背面以東港王船搭配台灣燈會LOGO並置，以龍的發音，加強東隆宮印象。 |
| 民國 109年 （2020） | 鼠   | 臺中市 后里區 臺中花博森林園區 至 臺中花博后里馬場園區 & 南屯區 文心森林公園                                                                                 | 福賜大地 百鳥和鳴慶吉祥 爵士好鼠喜迎親                          | 林吉裕 王耀瑞 藍永旗                                                                                 | 「方圓之道」方中有圓、圓外有方，兼容並蓄，片片方型象徵人類經歷解構，累積經驗，成為現在的我們。內部的圓，代表圓滿、和諧與包容，期許每個人在方圓之間，學習疼惜與愛護之心，這份愛護之心，於萬物大地，是永續地球、生命之源。植物幼苗代表人心如種子發芽，上方燈球，投射種子圖形及祝福文字光芒，猶如森林之母孕育的種子，民眾接捧圖形，如同我們轉變成與人為善的種子。當觸碰圓球燈，發出種子掉落的聲音，藉由視覺和聽覺的互動體驗，感受森林之母將種子灑落，呈現「福賜大地」的意境。 「百鳥和鳴慶吉祥」用心聆聽，生命動人如樂音，無論甜美悲淒，一如天韻。二O二O年在臺中舉辦的台灣燈會副燈以帝雉為主題，正是將霧中帝王設計成如雲的生命，以牠的絢麗、光燦、變幻、飄流 ......轉化成可以望見的旋律。讓被文明桎梏的人們，有了高舉生命超越塵俗的勇氣，相信自由靈明是自然的本性，滿心歡喜，恰似帝雉展翅，扶搖直上，群鳥八方呼應；吉慶歡樂，猶如荒漠中遇見盛開的繁花，在來而復往的四季裡，聽見春光悠揚於深谷的迴音。 「爵士好鼠喜迎親」以童趣發想奇幻不思議，結合「老鼠娶親」之東方年節傳說，藉以「奇幻婚禮派對」風格，化為【迎親盛典】的每一個喜慶章節。隨著爵士好鼠的迎親隊伍，敲鑼打鼓地走進「歡鼠林」，盛裝出席一場中西美學交融的華麗奇幻婚禮派對，融入場景並與光影同樂，領略以視覺聆聽的光影樂章：【爵士好鼠喜迎親】。 |
| 民國 110年 （2021） | 牛   | 新竹市 東區、北區 錦華公園 至 新竹綠園道 至 新竹火車站周邊 至 新竹公園                                                                                       | 竹鵲松風迎春曦 犢站金榜                                         | 王耀瑞 藍永旗                                                                                        | 位在車埕貯木池中央的「竹鵲松風迎春曦」，其設計運用三隻新竹市市鳥「喜鵲」振翅飛翔，鳥瞰十八尖山，並環繞新竹市樹黑松，進而帶動躍水而出的錦鯉。另外兩面皆有代表新竹市地標「迎曦門」的剪影，當光照亮時，如同春晨第一道曙光穿透迎曦門，迎接幸福牛年。燈會期間副燈會有壯麗的聲光展演，帶來驚豔十足的體驗，此外靜態展演時，會在車埕貯木池上水面中形成完美倒影，在視覺上產生兩隻喜鵲貼近水面相伴飛行的畫面。(後續新竹市辦理的光臨藝術節有再移回新竹公園麗池續展至10月16日) 位於北門遊客中心前廣場的「犢站金榜」，搭配歲次牛年應景，古來有拔牛毛象徵智慧毛的習俗，加上文昌帝君坐騎為牛，因此結合考生求考運設計出狀元牛。以犢為小牛的原意比喻為考生，身穿古代狀元具有絨繡圈金的「紅帔」，頭戴登科御賜之「狀元帽」，手拿象徵智慧，且掌管功名的「文昌筆」，再搭配上寫上一路連科、狀元及第的彩頭，回贈學生的「包粽（中）」。 本屆因嚴重特殊傳染性肺炎疫情影響停辦一屆，因此現標示地點為搬遷後續展地點 |
| 民國 111年 （2022） | 虎   | 高雄市 鳳山區 衛武營國家藝術文化中心周邊 & 鹽埕區、苓雅區 亞洲新灣區                                                                                         | 龍騰獻瑞 福虎生風                                               | 王耀瑞&張文瑤 藍永旗                                                                                 | 龍是人類世界對未來美好的憧憬與想像，追求理想的動能。副燈中央，龍所環抱的現代龍銀「晶圓」，外圓內方的錢幣造型，用幾何堆疊手法，建構出集結知識力，成就科技島的未來性。副燈背面台灣玉山主峰旭日東昇的意象，代表對美麗山、河、海洋的珍愛。龍身從磅礴的海面一躍而起，拍打的浪花是台灣前進的動力，映照出高雄港都獨有的七彩繽紛。讓美好的理念帶領著我們，永保追尋的動能，串起台灣已知的符碼，以及對未來的想像。 「福虎生風」，以「工必有意，意必吉祥」的思維 角度，結合【五行接運，年節祈福】的想像，搭配虎年歲次的擬人化，巧思打造出 「五福虎豐，福虎生風」，五大福虎雙關語意的吉祥。並結合台灣第一大，也曾經傲視全球的世界貨櫃吞吐量第3大的【高雄港】的榮耀， 以迎風無畏前行的臺灣精神，裝載幸福、砂金、寶物的「寶船」，搭配五福虎化身 為【福虎領航家】的姿態，揚帆破浪而來，登陸「臺灣第一名港：高雄」，表徵出 【五福臨門】的吉祥，讓「福爾摩沙，美麗之島」的風華再次被世界看見。疫情之下，紛亂了原本生活的步調，人心恐慌，感受生命的無常與不安，更打亂了世界的原本的樣貌。以「福虎，祈福」為題材，結合年節祝禱新年新希望，及東方傳統催運接福的的五行風水學說， 再搭配以轉借的藝術手法，呈現台灣的意象，體現「五福臨門，福虎生豐」的吉祥寓意，祈佑台灣。 |
| 民國 112年 （2023） | 兔   | 臺北市 信義區、大安區 國父紀念館 至 臺北市政府周邊 至 松山文創園區 至 信義計畫區 至 四四南村 至 東區商圈                                                     | 蟠龍獻瑞 從心出發 躍動未來 台北兔給樂 台北101閃耀夢想 台北NEXT! | 藍永旗 黃文全 莊普 必應創造 X Bito 台北金融大樓股份有限公司&賴雨農（Uno Lai） 鼎拉斯數位股份有限公司 | 「蟠龍獻瑞」以【神氣．活現】為核心，用「工必有意，意必吉祥」的思維，搭配創意及美學的概括提煉，致敬2000年台北燈會之九龍門燈。取財常民信仰吉祥敘事的表徵，再跨界結合，將科技藝術媒體、動態機械展演，用【老藝新作】的手法，讓科技與傳藝跨時代聯手，結合花燈光影美學，提煉出吉祥之「神氣」，祈福之「敘事」，以聚寶之地，打造「蟠龍獻瑞」，正月十五．最「神」氣。 「從心出發」以臺灣造型為基座，象徵深根臺灣的大樹為主幹，藍鵲家族(臺北市鳥)佇立於樹端，周遭環繞著臺灣各種美麗的花卉，在悅耳的藍鵲叫聲與音樂聲中，美麗的花朵隨之開合舞動，一顆伴隨著聲光節奏律動、懷著滿滿期許與感恩的愛心如晨曦般緩緩升起。象徵「從心開始」「從心出發」的公鵲振翅起飛，代表新生命力意象的母鵲與雛鳥抬頭仰望著勇敢無懼的鬥士再彭湃的音樂聲中乘風翱翔。 以大樓林立的臺北信義區為概念，取樣臺北101大樓及諸多建築為外觀創作所用。選擇數位科技0與1為設計元素，創造出「白晝是理性科技感的當代雕塑，夜裡但見燈光燦爛，五光十色的城市風光」。 快遞公司的兔子，跋涉千山萬水，就為了把巨大的神秘禮物箱送達臺北。廣場上的超巨大箱子，究竟是什麼呢？這個箱子處處驚喜，跟著兔子快遞的腳步，踏上最興奮刺激的旅途，體驗全新巨型LED立體影像裝置，感受宛如身歷其境的沈浸式裸眼3D力作。 台北101在辦公大樓建築外觀北面，搭建從34樓至90樓連續不間斷的LED網燈，以大面積的數位顯像載體結合建築，更以台北101及藝術家賴雨農共創的燈會限定角色「T2」為展演亮點。似兔非兔的神祕嘉賓「T2」降臨到2023年台灣燈會，初次來到地球的他即將和所有人一起嗨翻燈會。 城市的生命來自流動，人、車的移動帶來溝通與交流、整合與進步，也象徵著並存及共榮，而未來則代表著虛實整合、永續城市。「台北NEXT!」將市府擬作台北的心臟，⼀路以皮層（城市熱點）、 DNA（宜居日常）到行經全身的血液（台北未來），勾勒市民生活的方方面面，詮釋台北的持續進步，展現未來近在眼前、現在就是未來，Now and Next！ |
| 民國 113年 （2024） | 龍   | 台南市 歸仁區 高鐵台南站特定區 & 安平區 台南運河 至 港濱歷史公園 （遊憩碼頭至林默娘公園）                                                                    | 山海合迎 「山聚金龍，祥雲山間」 & 「海川水龍，奔浪掀雨」        | 藍永旗                                                                                               | 2024是甲辰木龍年，以五行學說，金生水，水生木的相生接福，打造年運吉祥的【金龍、水龍】，並以傳統工藝結合科技藝術媒體以及機械動態展演，讓科技與傳統藝術提煉出吉祥之金龍與水龍，雙龍共築出「山岳環繞七彩雲海、湖川流轉翻騰大海」的吉祥祈福龍年，象徵期許國人上下全民一體同心，共創臺灣前程繁榮的遠景。 「山聚金龍，祥雲山間」金龍大器蟠踞於青山上，伴七彩祥雲而來，降福大地。 「海川水龍，奔浪掀雨」從龍踏浪而至，則流水豐沛，經濟流轉，財運亨通。 |
| 民國 114年 （2025） | 蛇   | 桃園市 中壢區 高鐵桃園站站前廣場 & 青塘園 至 青埔世客博2館周邊 & 兒美館 & 棒球場列展區 至 機場捷運A19站周邊                                                  | 航向守護 福耀蛟龍                                               | 原物創意有限公司 & 禹禹藝術工作室 & 黑川互動媒體藝術有限公司 藍永旗                                  | 「航向守護」設計靈感源自桃園國際機場塔台，融合傳統與現代元素。燈組結合燈光、剪紙藝術與音樂，帶來視覺與聽覺的雙重享受，讓觀眾在燈光變幻中感受桃園的文化底蘊與城市活力。燈塔中央由垂直金屬桿構成，流線型設計象徵向上的發展動能；中段層層環狀結構，代表力量凝聚，展現桃園的希望與活力；底座的圓形台階與地面波浪形狀相呼應，象徵水的流動與生命延續，致敬桃園埤塘文化。燈組融合現代互動科技，描繪桃園未來的無限可能。為讓國際友人了解台灣，燈組融入科技、棒球和機場元素，呈現台灣的多元特色，以「TAIWAN – Waves of Wonder」為概念，通過「WAVE」線條展現四季旅遊亮點，帶來驚喜。整座燈組創意與文化相結合，象徵桃園作為台灣國門的意義，向世界展示其無限魅力。《航向守護》不僅傳遞台灣的文化精神，還勾勒出台灣未來藍圖，讓全球遊客感受台灣的活力與驚喜。 「福耀蛟龍」蛟龍，隱於湖泊、江河之中，在古代常比喻有才能的人獲得施展的機會；對台灣人來說，過年祈安納福是從小到大必修的課程，透過花燈匠師工藝的展現，將蛟龍與桃園埤塘融入傳統文化、藝術、信仰等元素，呈現傳統年節祈福吉祥民俗。 |
| 民國 115年 （2026） | 馬   | 嘉義縣 太保市 縣治特區 至 太子大道 至 故宮南院 (同2018年台灣燈會場地)                                                                                        |                                                                 | | |
| 民國 116年 （2027） | 羊   | 苗栗縣 竹南鎮、頭份鎮 竹南頭份聯合運動公園 (同2011年台灣燈會場地)                                                                                            |                                                                 | | |

### 門燈及對聯燈
因舉辦場地位在臺北市中正區中正紀念堂，運用中正正紀念堂大中至正門，將門燈置放於中正正紀念堂大中至正門的4大門柱前。
到了民國81年猴年，大中至正門改為對聯燈，仿中國古建築龍鳳門之金屬架，兩側為八角型角柱，柱中懸掛9盞宮燈。
兩柱間還橫掛4盞大型宮燈，標明「臺北燈會」4字，突顯燈會主入口位置。
| 年序 | 歲次 | 生肖 | 對聯燈                                                                                              | 對聯燈撰者                | 門燈                                                                    | 設計者              | 門燈簡介 |
| ---- | ---- | ---- | --------------------------------------------------------------------------------------------------- | ------------------------- | ----------------------------------------------------------------------- | ------------------- | --- |
| 79年 | 庚午 | 馬   | 上聯「民俗文化根」 下聯「傳統國際化」                                                               | 毛治國部長 王士儀教授     | 忠燈-「精忠報國」 孝燈-「緹縈救父」 節燈-「北海蘇武」 義燈-「義薄雲天」 | 林健兒              | 四座主題燈造型呈六角型，每一燈高6 公尺，並以電動馬達帶動，為我國有史以來最高、 最大的走馬燈。 |
| 80年 | 辛未 | 羊   | 上聯「建國八十年三陽開泰」 下聯「元宵觀光節四海同歡」                                               | 王士儀教授撰擬 教授群確認 | 仁燈 義燈 禮燈 信燈                                                     | 游金養              | 製作四座走馬燈，命名為「仁」、「義 」、「禮」、「信」，分別由「孔子」、「孟子」 、「周公」、「季布」等先賢代表。每座走馬燈皆 含6幅絹畫，由左而右轉動，師長們也利用5座門燈 作為教材，教導學子仁義禮智信等倫理道德。 |
| 81年 | 壬申 | 猴   | 上聯「洪福齊天陽春開新運」 下聯「全民歡樂花月慶元宵」                                               | 王士儀教授撰擬 教授群確認 | 本年度無設置門燈                                                        | -                   | - |
| 82年 | 癸酉 | 雞   | 上聯「風集岐山一鳴天下白」 下聯「春臨蓬島更指黃河清」                                               | 曾永義教授撰擬 教授群確認 | 龍鳳燈                                                                  | 林健兒              | 製作大型龍鳳花燈兩對，長寬各220公 分，高約240公分，代表龍鳳呈祥萬事如意。 |
| 83年 | 甲戌 | 狗   | 上聯「忠愛家國志士千秋業」 下聯「義薄雲天英雄萬古情」                                               | 曾永義教授撰擬 教授群確認 | 麒麟獻瑞 鯉躍龍門 石獅燈（一對）                                        | 林健兒 名匠廣告公司 | 計4盞傳統花燈，分別為麒麟獻瑞、鯉躍龍門及一對石獅。 |
| 84年 | 乙亥 | 豬   | 上聯「富而好禮社會安樂利」 下聯「仁以為政國家享太平」                                               | 曾永義教授撰擬 教授群確認 | 福 祿 壽 囍                                                             | 林健兒              | 以傳統年節福、祿、壽、囍為題材， 高為240公分，長寬約為220公分，造型大方，富喜氣，深受兒童喜愛。 |
| 85年 | 丙子 | 鼠   | 上聯「斗柄回春弘開新世界」 下聯「卿雲獻瑞燦爛舊煙霞」                                               | 曾永義教授撰擬 教授群確認 | 四大天王                                                                | 林健兒              | 取材「風」、「調」、「雨」、「順 」四大天王而設計，四大天王每尊加底座高達5公尺，氣勢恢宏。 |
| 86年 | 丁丑 | 牛   | 上聯「鐵肩擔當併力開天地」 下聯「寧靜致遠同心耕富強」 上聯「九陌華燈連樂利」 下聯「一輪皓月照昇平」 | 曾永義教授撰擬 教授群確認 | 本年度無設置門燈                                                        | -                   | - |
| 87年 | 戊寅 | 虎   | 本年度無設置對聯燈                                                                                  | -                         | 走馬宮燈                                                                | 游金養              | 設置2座大型走馬宮燈，燈高6公尺， 底座寬4.3公尺，表面彩繪10隻各種造型的猛虎， 由王清湘先生執筆精繪，整體造型典雅並表現出 懾人之虎威，中間的飾框以工研院光電所研發的全像片，藉內部光源投射，顯現七彩繽紛光暈。 |
| 88年 | 己卯 | 兔   | 上聯「玉兔當空光影明世界」 下聯「卿雲獻瑞祥和滿人間」                                               | 曾永義教授撰擬 教授群確認 | 走馬宮燈                                                                | 游金養              | 設置2座大型走馬宮燈，燈高6公尺，底座寬4.3公尺，以生肖兔，分別彩繪各種造型之卡通兔及傳統兔，搭配全像片，製作出特別之 視覺效果。 |
| 89年 | 庚辰 | 龍   | 本年度無設置對聯燈                                                                                  | -                         | 千禧祥瑞九龍燈                                                          | 陳金泉              | 「千禧祥瑞九龍燈」是千禧燈會中矚目的焦點！適逢千禧年，雙禧佳兆，特取意九五至尊、群龍獻瑞之構思，由陳金泉老師設計製作巨型『九龍燈』。首次全新且巨大的挑戰，不僅因燈的主體太過龐大，原本租借的600坪廠房不夠用，被迫追加擴增至1200坪，整個製燈過程更是困難重重，費時長達半年。完成後的九龍燈，氣勢磅礡，展現傳統工藝之美，觀光局特邀請連前副總統親臨主持開燈儀式。 |
| 90年 | 辛巳 | 蛇   | 上聯「燈月無邊港都燦元夜」 下聯「陽春有腳德澤布蒼生」                                               | 曾永義教授撰擬            | 本年度無設置門燈                                                        | -                   | - |

### 迎賓門
迎賓門（迎賓燈區）設置於主燈區周圍入口，引導民眾跟隨光走進燈會會場，讓進入主燈區的遊客感受到不同的視覺饗宴。
- 2008年，首度設置迎賓燈區，以簡易小型光柱引導民眾走入會場。
- 2011年，正式發展成迎賓門模式，以各式大型拱門及大型光柱引導民眾走入會場。

| 年序                | 生肖 | 主辦地點 | 迎賓門（迎賓燈區）             | 迎賓門（迎賓燈區）簡介 |
| ------------------- | ---- | --- | ------------------------------ | --- |
| 民國 97年 （2008）  | 鼠   | 臺南縣 善化鄉、新市鄉 南部科學工業園區L&M區 （Solar City 陽光電城）                                                                                          | 無名                           | 迎賓燈區位於20米道路主要入口，以柱狀燈矩陣排列，竹節造型反映地方特產，有「節節高昇」的喻意。整體的竹節造型在形形色色的花燈中更突顯其純粹性，蛋黃燈色在夜色裡同時散發出一種讓人不由自主想靠近的暖意。 |
| 民國 98年 （2009）  | 牛   | 宜蘭縣 宜蘭市 宜蘭運動公園 | 無名                           | 頭城為開蘭第一城，搶孤與先民開墾蘭陽平原史緊密相連，且頭城外海的龜山島昰進入蘭陽平原的地標，而又有豐富的鯨豚洄游在鄰近海域，因此即以這些歷史、地景、文化與自然資源等元素做為燈會主入口設計主軸，因而模擬孤棧形狀，以鵝黃色布幔包覆，內透明亮燈光，結合近千顆大紅燈籠，搭設迎賓燈區。次以龜山島意象安置於宜蘭運動公園中軸道前端，後以數十萬顆藍白節能流星燈鋪設於矮灌木叢上，象徵廣闊太平洋，並輔以龜山島海域最常發現的平鼻海豚造型燈，型塑整個宜蘭的特色。 |
| 民國 99年 （2010）  | 虎   | 嘉義市 東區、西區 嘉義公園周邊 至 嘉義火車站 | 無名                           | 「人懷願而來，樹載運而生，蝶乘願而飛」是設計的出發點，意圖結合「前往的人」、「聳立的樹群」、「飛舞的彩蝶」多元的視覺呈現，歡迎即將進入光之饗宴的嘉賓。作品主要是以多重視覺效果為特色。樹葉的正面也就是由步道入口網樹群看去的方向，是利用布面配色以漸層的方式來表現出春、夏、秋、冬的樹林，而樹葉的側面則是一隻隻蝴蝶的側影，由下往上看則又變成展開雙翅飛舞的蝴蝶，以99隻蝴蝶呈現兩種意涵 — 民國99年及長長久久。 |
| 民國 100年 （2011） | 兔   | 苗栗縣 竹南鎮、頭份鎮 竹南頭份聯合運動公園 | 麒麟門 福臨門 平安門           | 「麒麟門」，紅色茶花樹林是以原生品種「台灣山茶花」為原型，而山茶花則與客家文化密不可分。每棵茶花樹上平均四朵花，花朵以高低錯落的形式來呈現樹林的豐富感。五瓣的花朵以紅色系為主體，小枝幹的造型則採用國畫技巧中的「雲紋」，企圖以俐落不繁複的形體來減低樹體的笨重感，而樹幹本身亦有雲紋圖案，延續風格做出一致性，整體以仿古的手法營造出典雅卻不鋪張的韻味。正面的兔燈以鏤空圓球體上設立造型現代的肖兔三隻，球體以方形平台撐托。而球體呈現多面，每一個面為八角，意指八方雲集，每一面八角形有一圓孔指「財源滾進」，我們可從每一面觀看角度，欣賞球體的變化，同時又可在鏤空的原型洞中看見穿透的光影與景致。 「福臨門」以雙福(蝠)拱門為造型架構，象徵新年福氣臨門之意象，配以高浮雕手工藝術創意手法，正面以「善行好客」為設計主軸，運用客家人善良好客的精神和男女對唱山城情歌的情懷，歡迎國內外遊客至台灣燈會遊憩，背面則以「玉兔迎人」為設計概念，以流暢動感的造型，凸顯玉兔的靈巧慧黠，是台灣燈會迎客的最佳代言人。 「平安門」，2011年適逢建國百年大慶，故迎賓燈區以百慶平安之寓意為設計概念，因花瓶門之瓶與平同音，具有平安吉祥的寓意。以數百盞大紅燈籠排列出立體的瓶形門洞，取花瓶形體的門框中「瓶」與「平」同音，喻意進出的民眾可有出入平(瓶)安之意。 |
| 民國 101年 （2012） | 龍   | 彰化縣 鹿港鎮 | 福臨門 華彩門 非凡門           | 「福臨門」以成千上百個燈籠，排列組成巨型「瓠瓜」，賞燈民眾穿梭其下，取其諧音近似「福」的意義，期盼人們新的一年，福到運到。 「華彩門」，一棵棵大型「樹」花燈豎立在燈區入口，樹上點綴花果蝶羽，迎接賞燈民眾進入主燈會場，感受新春吉祥氣氛。 「非凡門」以鹿港的千帆為意象，搭配著海洋波浪光環境的律動，讓穿梭的民眾在新的一年成就非凡。 |
| 民國 102年 （2013） | 蛇   | 新竹縣 竹北市 高鐵新竹站特定區 至 新瓦屋客家園區 | 迎春門 晶采門 飛騰門           | 「迎春門」以千盞紅燈籠排列構成「春」字，高聳呈現四面平衡之立體美感，打造出極具特色的大紅迎春門，希望賞燈遊客在璀璨光影中歡喜迎春。 「晶采門」以 LED 串燈構成燐光燈幕，光彩炫麗猶如科技「晶圓」，動態展現如流星般飛射而來，強調本屆新竹在地科技印象，並作為主燈會場入口門戶，是不容錯過的觀賞燈區。 「飛騰門」具有元寶 - 「招財進寶」之意象，因此運用官帽之形態，將竹片交錯排列成面，並搭配金黃色串燈營造門面氣派輝煌、金玉滿堂之景象，意寓嶄新的一年勢如破竹、飛黃騰達。 |
| 民國 103年 （2014） | 馬   | 南投縣 南投市 中興新村 | 華藝門 富生門 財旺門           | 「華藝門」以文心蘭、虎頭蘭、百合與牡丹等大小花卉串成花燈拱門，以彰顯南投花卉栽培產業在台灣花卉產業中所占重要地位。 「富生門」，因台灣素有「蝴蝶王國」美譽，有著近400種的蝴蝶品種，而南投則擁有超過330種的蝴蝶；因此以彩蝶舞春風為主題，用大型蝴蝶搭配獨角仙與螢火蟲等各種昆蟲，表達近年來南投積極復育蝴蝶與螢火蟲棲地的斐然成果。 「財旺門」以弧形拱橋撐起巨型鳳梨並搭配元寶造型的聚寶盆，柱腳再襯以台灣知名伴手禮 — 鳳梨酥，大型鳳梨花燈立於街心，壯觀而富有，隱喻金黃旺來、好運年年來之美譽。 |
| 民國 104年 （2015） | 羊   | 臺中市 烏日區 高鐵台中站特定區 & 北區 臺中公園 & 豐原區 豐原火車站至廟東商圈 & 大里區 大里文創聚落(東湖公園)                                                 | 鳳冠門 蘋安門 飛揚門           | 「鳳冠門」以大甲鎮瀾宮媽祖信仰為發想，取「鳳冠珠串、媽祖庇佑」之寓意，以千盞紅燈籠排列成巨型「媽祖鳳冠」之藝術裝置，居高臨下呈現四方平穩、莊嚴肅雅之美感，希望賞燈遊客在璀璨光影中漫遊穿梭其下，祈求平安，並庇佑來年順遂。 「蘋安門」，蘋同平之諧音，有「平安」之意，周遭四隻蝙蝠則有「賜福」意涵，整體造型寓意為平安賜福，拱門伴以繁花盛開，象徵四季如春，整體飾以蝴蝶飛舞，預兆新年生氣蓬勃景象。 「飛揚門」以本次燈會主題「臺中飛揚（羊）」為設計主軸，用現代雕塑結合多彩燈光，以千支風車妝點高度近16公尺巨型「臺灣山羊」，表現臺中市引領中臺灣發展領頭羊之地位，白天看風車隨風輪轉，夜晚伴隨燈光律動展演，象徵羊年乘風而起，時來運轉。 |
| 民國 105年 （2016） | 猴   | 桃園市 中壢區 高鐵桃園站特定區 至 青塘園 & 桃園區 中路重劃區(風禾公園)                                                                                       | 夢想起飛                       | 國際旅客行旅初到臺灣的雀躍、離別時的記憶滿載，或是國人出遊時的欣喜、歸鄉時的悸動，桃園總是帶給旅人難以言喻的情感。「夢想起飛」迎賓門以桃園國際機場第一航廈外觀為發想，小燈籠布滿其中，並錯落可愛的傳統飛機造型燈組，在迎賓門前後各有一架以LED線燈的飛機向外飛馳，象徵乘載著大家的夢想起飛。 |
| 民國 106年 （2017） | 雞   | 雲林縣 虎尾鎮 高鐵雲林站特定區 至 農博生態園區 & 北港鎮 北港中山路街區 （北港朝天宮周邊） 至 北港觀光大橋周邊 至 北港水道頭文化園區                          | 迎賓納福 復育成龍 紫蝶飛舞     | 「迎賓納福」融合雲林在地宗教信仰，展現臺灣傳統廟宇燕尾建築之美，設置於燈會入口處，讓人穿越其下，彷若穿梭香火裊繞廟埕，庇蔭來年一切順遂。 「復育成龍」以成龍溼地中水鳥、招潮蟹、彈塗魚等特色物種，搭配濱海常見的魚籠作為花燈的主要造型，重現蚵架的潮汐生態，營造整體海口印象。 其中，招潮蟹揮舞大螯的姿態，如同招喚潮水一般，象徵祈求家家戶戶豐收，鳥類亦有銜來豐腴之物的意思，蘊含感恩之意，魚則有富饒有餘的意涵，完整堆疊出雲林「藍色濱海」、「復育成龍」的意象。 「紫蝶飛舞」以蝴蝶造型為入口迎賓主要意象，像展翅歡迎的姿態。結合雲林綠色山林(樟樹)之勢，融入紫斑蝶、八色鳥、蜜蜂、蜻蜓等環境指標動物，營造出一個豐富的生態樂園燈區。 |
| 民國 107年 （2018） | 狗   | 嘉義縣 太保市 縣治特區 至 太子大道 至 故宮南院 | 生命之樹 百花迎賓門 百樹迎賓門 | 「生命之樹」以故宮博物院院藏印度手工繪染織品為發想，傳達「生命的豐富」與「繁榮景象」 。以6根火焰開展的主幹相互纏繞節節上升的樹幹，枝頭掛著七彩燈籠象徵各種不同的生命，象徵台灣燈會每年都節節攀升、充滿生命力。 「百花迎賓門」以故宮裝飾元素之百花紋作為發想，迎賓門造型以神木開展之姿為結構主體，搭配以嘉義當地花卉作為百花紋樣，如:一串紅、洋桔梗、牡丹、玉蘭花等，呈現朵朵百花現金枝之上，瓊花百態，翠鳥鳴春，象徵春節喜氣洋洋之感。 「百樹迎賓門」以樹中樹為概念發想，量體本身展現神木之樣態，利用樹的幾何圖形當基底，創造出森林之意象，在頂端的部分加入嘉義盛產的水果（柳丁、番茄、高接梨等），象徵嘉義縣物產豐饒。 |
| 民國 108年 （2019） | 豬   | 屏東縣 東港鎮 大鵬灣國際休閒特區 至 落日灣 & 東港鎮 光復路 （成功路至東隆街） 及 延平老街 & 屏東市 勝利星村、崇仁新村 及 萬年溪沿岸 （勝利東路至和生路二段） | 原起大武 光映龍宮              | 「原起大武」，屏東縣現有8個原住民鄉，世居的部落均依傍大武山而立；其中大武山是守護著台灣、屏東、排灣族及魯凱族的聖山。整體造型及意象表現以屏東在地發現百棵千年紅檜神木林，將以部落中的琉璃珠為首的傳統工藝融入。 「光映龍宮」，屏東位於台灣最南端，具有南島的風情及海洋的地理環境；海峽與太平洋的圍繞，加上海洋性熱帶季風不停地吹拂，並以守護海洋的意象為發想。透過民眾穿越龍宮時既有穿越時代的南方故鄉情懷。 |
| 民國 109年 （2020） | 鼠   | 臺中市 后里區 臺中花博森林園區 至 臺中花博后里馬場園區 & 南屯區 文心森林公園                                                                                 | 脈動之森                       | 「脈動之森」位於廊道左右兩側，高低起伏的圓狀建築體，象徵由森林裡不同物體結構，交錯構成的豐富幾何體。幾何體中清澈變色的玻璃透出的溫暖光源，代表著原始熱源－太陽，為生命點綴得繽紛，生氣勃勃。光線照射下，光線遮蔽出的細膩葉紋，更讓人有致神輿生機盎然的園林感覺。 |
| 民國 110年 （2021） | 牛   | 新竹市 東區、北區 錦華公園 至 新竹綠園道 至 新竹火車站周邊 至 新竹公園                                                                                       | 吉光片羽                       | 每年三月春分前後為南面鷹（灰面鵟鷹）過境彰化時節，造就八卦山特殊自然景觀，而灰面鵟鷹集體乘著氣流盤旋在八卦山脈上空的景象極是壯觀，期間短暫的觀賞也形成鷹與人之間的美好時光。相對於地球而言，人類與鳥類的生命皆屬短暫，如此，本作品以灰面鵟鷹、鳥禽羽毛、四季色彩以及光影來呈現人與鳥類的短暫相遇外，甚至擴大與大自然生態共存、共享、相互珍惜美好世界的片刻！ 因嚴重特殊傳染性肺炎疫情影響停辦一屆，後續搬遷至八卦山脈生態遊客中心續展 |
| 民國 111年 （2022） | 虎   | 高雄市 鹽埕區、苓雅區 亞洲新灣區 & 鳳山區 衛武營國家藝術文化中心周邊                                                                                         | 花蝶花舞                       | 在東方國度，孔雀被視為優美和才華的體現。它是神話中「鳳凰」的化身，象徵著高貴美麗、吉祥如意的意象。孔雀開屏時亮麗而耀眼，尾羽上的眼斑反射著豔麗的光彩，像無數寶石璀璨奪目，百鳥之王站上桐樹頂端，顯得更加氣勢磅礴；桐花就像是潔淨的白雪，花落時像是下起了繽紛浪漫雪花。主體以高雄市市花－木棉花與朱槿花，呈現美麗的樣貌，吸引著台灣鳳蝶翩翩飛舞前來共舞。 在花蝶花舞區，許多美麗的花朵綻放，吸引美麗的蝴蝶與孔雀來到現場，孔雀開心走入這片花香的美好，開屏展現新年吉祥如意的祝福。 |
| 民國 112年 （2023） | 兔   | 臺北市 信義區、大安區 國父紀念館 至 臺北市政府周邊 至 松山文創園區 至 信義計畫區 至 四四南村                                                                 | 同副燈蟠龍獻瑞                 | |
| 民國 113年 （2024） | 龍   | 臺南市 歸仁區 高鐵台南站特定區 & 安平區 台南運河 至 港濱歷史公園 （遊憩碼頭至林默娘公園）                                                                    | 同山海合迎                     | |
| 民國 114年 （2025） | 蛇   | 桃園市 中壢區 高鐵桃園站站前廣場 & 青塘園 至 青埔世客博2館周邊 & 兒美館 & 棒球場列展區 至 機場捷運A19站周邊                                                  | 流光迎春                       | 交通部觀光署於113年正式啟動台灣觀光品牌3.0版「TAIWAN– Waves of Wonder」(台灣魅力‧驚喜無限) ，『流光迎春』作品以「波紋」和「光影變幻」為主要元素，詮釋全新TAIWAN觀光品牌，將現代 WAVE 美感與台灣四季之美，融合科技與自然，營造出層次豐富、動感十足的視覺效果。 |
| 民國 115年 （2026） | 馬   | 嘉義縣 太保市 縣治特區 至 太子大道 至 故宮南院 (同2018年台灣燈會場地)                                                                                        |                                | |
| 民國 116年 （2027） | 羊   | 苗栗縣 竹南鎮、頭份鎮 竹南頭份聯合運動公園 (同2011年台灣燈會場地)                                                                                            |                                | |

### 祈福燈林
千禧年燈會當時台灣正經歷921大地震的傷痛，因而燈會首創「許願燈區」，並發送許願卡，為災民許願祈福，而民眾寫的許願卡於燈會後集中送至廟宇祈福焚燒。「許願燈區」自此成為台灣燈會的特色，往後燈會幾乎都會設置祈福許願燈區，以「數大就是美」營造出燈海的景象，祈求台灣民眾的平安與幸福。
- 2000年，為了撫平九二一地震的傷痛及填補燈區間的燈光空隙，首度增設許願燈區，於燈會會場四周街道懸掛各式紙雕燈[3]及傳統燈，並提供許願祈福卡供民眾書寫並懸掛於許願祈福燈下，為下個世紀的台灣消災祈福。
- 2001年，為配合主燈展演，光環境開始有燈光律動。
- 2005年，正式定名為祈福燈林，並由原本的紙雕燈（2000年～2004年）改以各式具吉祥意涵及主辦縣市特色的蔬果傳統造型燈（2005年～至今）來呈現。[4]
- 2018年，首度改以23.5°文化軸線光環境（環場投射燈）來呈現。
- 2022年，改以祈福樹造型的祈福樹林呈現

| 民國 89年 （2000）  | 臺北市 | 桃子 千禧騰龍燈 千禧平安燈 千禧吉祥燈 千禧歡喜燈 千禧如意燈 千禧富強燈 | |                                      |                                      |
| 民國 90年 （2001）  | 高雄市 | 圓圓滿滿 春來福到 鰲魚                                                 | |                                      |                                      |
| 民國 91年 （2002）  | 高雄市 | 花團錦簇 年年有魚 招財進寶                                             | |                                      |                                      |
| 民國 92年 （2003）  | 臺中市 | 心心相印 四季發財 富貴和平 蝶戀花                                      | |                                      |                                      |
| 民國 93年 （2004）  | 臺北縣 | 近悅遠來                                                               | |                                      |                                      |
| 民國 94年 （2005）  | 臺南市 | 鵝黃白燈籠                                                             | 本年度祈福燈林為一帶狀區域，燈區以碎石鋪地，並以保留竹葉的竹子搭起，竹子與竹子間上方懸掛兩排燈籠，樣式為傳統淡黃燈籠。 |                                      |                                      |
| 民國 95年 （2006）  | 臺南市 | 天燈                                                                   | 本年度祈福燈林同樣為一帶狀區域。將原本以竹子架設的燈林改以燈柱架設，外圍綁上四根帶葉竹子，上方為四方形橘色燈籠，點燈時，將會照出竹葉搖曳的光影。燈柱間側邊懸掛三排燈籠，樣式為橘色天燈，象徵帶著心願高飛。 |                                      |                                      |
| 民國 96年 （2007）  | 嘉義縣 | 柿子                                                                   | 以象徵嘉義縣高山森林意象，在會場布置由台灣杉為支柱的祈福燈區，上面掛滿嘉義縣山區特產的「柿子」造型祈福燈籠。 |                                      |                                      |
| 民國 97年 （2008）  | 臺南縣 | 鳳梨                                                                   | 以「有鳳來儀」為主題，取「鳳梨」燈林之意象。由於台南關廟素有鳳梨故鄉之封號，產量均居南縣第一，故以鳳梨為今年祈福燈區的吉祥燈。 |                                      |                                      |
| 民國 98年 （2009）  | 宜蘭縣 | 金棗                                                                   | 金棗是蘭陽特產，因為其金黃色的外皮、圓滾滾的果粒與元寶類似，相當受到大家喜愛，常用來相互饋贈討個吉利。 |                                      |                                      |
| 民國 99年 （2010）  | 嘉義市 | 桃子                                                                   | 桃城為嘉義舊時名稱，故採用形狀飽滿的手作桃子燈籠代表人民的期許及願望，並集合人們的力量共同將願望穿越祥雲傳達上蒼，祈求國泰民安與來年一切平安順遂。 |                                      |                                      |
| 民國 100年 （2011） | 苗栗縣 | 紅棗                                                                   | 以苗栗特產「紅棗」為主題，「棗子」是吉祥喜慶的水果，是以台灣諺語有云「吃棗年年好」。 |                                      |                                      |
| 民國 101年 （2012） | 彰化縣 | 瓠瓜                                                                   | 一顆顆外表金黃、造型討喜的「瓠瓜」，在樹林上空構築成環狀祈福燈林，代表人民的期許及願望，祈求來年一切平安順遂、福至心靈。 |                                      |                                      |
| 民國 102年 （2013） | 新竹縣 | 柿子                                                                   | 以新竹縣「竹」字打造簇群竹林，紅色柿子造型燈籠懸掛成林，象徵新埔曬柿餅及靜態燈林氛圍。 |                                      |                                      |
| 民國 103年 （2014） | 南投縣 | 荔枝                                                                   | 以南投荔枝王為造型發想，由數以千計的傳統手工荔枝造型燈籠組成祈福燈林，期為台灣帶出一整年的喜事，祝福燈籠之下的民眾安享吉祥幸福。 |                                      |                                      |
| 民國 104年 （2015） | 臺中市 | 梨山蜜蘋果                                                             | 以幸運草為概念，四片葉瓣分別代表希望、信心、愛情、幸運，搭配梨山蜜蘋果的燈籠，以概念藝術方式呈現「2015台灣燈會」祈福燈林。另打造8棵幸運草樹，搭配5棵蘋果寶樹，象徵「財源廣發」及「五福臨門」。 |                                      |                                      |
| 民國 105年 （2016） | 桃園市 | 桃子                                                                   | 創意桃花樹搭配雙色桃子燈，以高低交錯方式布置，打造「一樹桃花千朵紅」重現桃仔園美景，充滿粉嫩的桃花、桃子意象，以「桃源福滿天」祝賀全民猴年步步高升，全年運勢猴賽雷。 |                                      |                                      |
| 民國 106年 （2017） | 雲林縣 | 哈密瓜                                                                 | 清《新疆回部志》云：「自康熙初，哈密投誠，此瓜始入貢，謂之哈密瓜。」由此得知，古時哈密瓜呈獻皇帝的貢品。今雲林縣為臺灣哈密瓜產量最多的縣市，故以黃色的哈密瓜為祈福燈籠造型，並以藤蔓妝點，錯落懸掛於圍繞主燈區之波浪型棚架上，除了表達金雞年財源滾滾之外，金黃光芒在黑夜中散發出溫暖且金碧輝煌的氣勢，也代表著光耀雲林，照亮臺灣的寓意。       |                                      |                                      |
| 民國 107年 （2018） | 嘉義縣 | 23.5°文化軸線光環境 （環場投射燈）                                     | 以「光耀北回歸線23度半」通過台灣為主題來布置，將所有通過北回歸線的國家特色透過轉化後呈現在燈柱上，以台灣為中心向左右發散繞世界一圈，把各個國家的風土民情展現出來，並透過燈光秀呈現出光束交叉，在天空中交織出經緯效果的感覺，表達四海一家地球村概念。                                                                                           |                                      |                                      |
| 民國 108年 （2019） | 屏東縣 | 蓮霧                                                                   | 屏東盛產「黑珍珠」、「黑鑽石」、「黑金鋼」、「紅寶石」等各品種蓮霧，促使其盛展的成就歸功於屏東豔陽高照、豐沛地下水及輕微鹹化土質，因此可說是集日月之精華才孕育出色澤紅潤、新鮮甜美的蓮霧果實。規劃以蓮霧成熟過程的青、粉、紅呈現蓮霧狀燈籠，並以藤蔓妝點，錯落懸掛於主燈區兩旁，除了展現屏東南島熱情的一面，也代表著光耀屏東、閃亮台灣的寓意。 |                                      |                                      |
| 民國 109年 （2020） | 臺中市 | 祈福樹                                                                 | |                                      |                                      |
| 民國 110年 （2021） | 新竹市 |                                                                        | 因嚴重特殊傳染性肺炎疫情影響停辦一屆 | 因嚴重特殊傳染性肺炎疫情影響停辦一屆 | 因嚴重特殊傳染性肺炎疫情影響停辦一屆 |
| 民國 111年 （2022） | 高雄市 | 鳳梨樹 (本屆改為祈福樹林呈現)                                          | |                                      |                                      |
| 民國 112年 （2023） | 臺北市 | 紅蘿蔔                                                                 | 將「好彩頭」的寓意與今年主燈相互輝映，往上以多盞紅蘿蔔造型燈籠帶有祈福的意念，而在下方以生肖兔子為主題，展現各種姿態增加趣味性，再樹木的支架上逕行串燈提升整體豐富性。 |                                      |                                      |
| 民國 113年 （2024） | 臺南市 | 五彩光球                                                               | |                                      |                                      |
| 民國 114年 （2025） | 桃園市 | 桃喜大吉                                                               | |                                      |                                      |
| 民國 115年 （2026） | 嘉義縣 |                                                                        | |                                      |                                      |
| 民國 116年 （2027） | 苗栗縣 |                                                                        | |                                      |                                      |

### 開燈儀式
每年元宵節夜晚的開幕典禮，由總統（或副總統、行政院長、交通部長）率領其中央政府團隊、主辦地方府會首長率領各自的團隊、其他觀禮嘉賓以及現場所有民眾共同倒數後，以觸摸雷射水晶球方式開燈。在開燈前有固定舉行的傳統儀式：於選定的良辰吉時以傳統陣頭吹鳴哨角（總統開燈吹9響，院長開燈吹8響，部長開燈吹7響）、擊鼓、鳴鑼後，再進行最關鍵的開燈倒數。
| 年份 （屆次） | 主辦縣市 | 主燈名          | 開燈官                           | 哨角響數                         |
| ------------- | -------- | --------------- | -------------------------------- | -------------------------------- |
| 1990年 （1）  | 臺北市   | 飛龍在天        | 交通部長張建邦                   | 7                                |
| 1991年 （2）  | 臺北市   | 三陽開泰        | 行政院長郝柏村                   | 8                                |
| 1992年 （3）  | 臺北市   | 洪福齊天        | 總統李登輝                       | 9                                |
| 1993年 （4）  | 臺北市   | 一鳴天下白      | 立法院長劉松藩                   | 8                                |
| 1994年 （5）  | 臺北市   | 忠義定乾坤      | 行政院長連戰                     | 8                                |
| 1995年 （6）  | 臺北市   | 富而好禮        | 總統李登輝                       | 9                                |
| 1996年 （7）  | 臺北市   | 同心開大業      | 總統李登輝                       | 9                                |
| 1997年 （8）  | 臺北市   | 併肩耕富強      | 總統李登輝                       | 9                                |
| 1998年 （9）  | 臺北市   | 浩氣展鴻圖      | 行政院長蕭萬長                   | 8                                |
| 1999年 （10） | 臺北市   | 寰宇祥和        | 副總統連戰                       | 9                                |
| 2000年 （11） | 臺北市   | 千禧金龍        | 總統李登輝                       | 9                                |
| 2001年 （12） | 高雄市   | 鰲躍龍翔        | 總統陳水扁                       | 9                                |
| 2002年 （13） | 高雄市   | 馳騖寰宇        | 總統陳水扁                       | 9                                |
| 2003年 （14） | 臺中市   | 吉羊康泰        | 總統陳水扁                       | 9                                |
| 2004年 （15） | 臺北縣   | 登峰造極        | 總統陳水扁                       | 9                                |
| 2005年 （16） | 臺南市   | 鳳鳴玉山        | 總統陳水扁                       | 9                                |
| 2006年 （17） | 臺南市   | 槃瓠再開天      | 行政院長蘇貞昌                   | 8                                |
| 2007年 （18） | 嘉義縣   | 風調雨順        | 總統陳水扁                       | 9                                |
| 2008年 （19） | 臺南縣   | 禮鼠獻瑞        | 總統陳水扁                       | 9                                |
| 2009年 （20） | 宜蘭縣   | 同心耕富強      | 總統馬英九                       | 9                                |
| 2010年 （21） | 嘉義市   | 福臨寶島        | 副總統蕭萬長                     | 9                                |
| 2011年 （22） | 苗栗縣   | 玉兔呈祥        | 總統馬英九                       | 9                                |
| 2012年 （23） | 彰化縣   | 龍翔霞蔚        | 總統馬英九                       | 9                                |
| 2013年 （24） | 新竹縣   | 騰蛟啟盛        | 總統馬英九                       | 9                                |
| 2014年 （25） | 南投縣   | 龍駒騰躍        | 副總統吳敦義                     | 9                                |
| 2015年 （26） | 臺中市   | 吉羊納百福      | 總統馬英九                       | 9                                |
| 2016年 （27） | 桃園市   | 齊天創鴻運      | 總統馬英九                       | 9                                |
| 2017年 （28） | 雲林縣   | 鳳凰來儀        | 總統蔡英文                       | 9                                |
| 2018年 （29） | 嘉義縣   | 忠義天成        | 總統蔡英文                       | 9                                |
| 2019年 （30） | 屏東縣   | 巨鮪來富        | 總統蔡英文                       | 9                                |
| 2020年 （31） | 臺中市   | 森生守護-光之樹 | 總統蔡英文                       | 9                                |
| 2021年 （32） | 新竹市   | 乘風逐光        | 因嚴重特殊傳染性肺炎疫情影響停辦 | 因嚴重特殊傳染性肺炎疫情影響停辦 |
| 2022年 （33） | 高雄市   | 鳳彩飛舞        | 總統蔡英文                       | 9                                |
| 2023年 （34） | 臺北市   | 玉兔壯彩        | 總統蔡英文                       | 9                                |
| 2024年 （35） | 臺南市   | 龍來台灣        | 總統蔡英文                       | 9                                |
| 2025年 （36） | 桃園市   | 無限樂園        | 總統賴清德                       | 9                                |
| 2026年 （37） | 嘉義縣   |                 |                                  |                                  |
| 2027年 （38） | 苗栗縣   |                 |                                  |                                  |

### 交接儀式
最後一天夜晚的閉幕典禮，在中央政府的見證下，翌年主辦地方政府自本年主辦地方政府手中接過象徵主辦權的黃色燈籠，代表台灣燈會的交棒與傳承。
| 年份 （屆次） | 主辦縣市 | 交燈官               | 接燈官               | 監交官               |
| ------------- | -------- | -------------------- | -------------------- | -------------------- |
| 2011年 （22） | 苗栗縣   | 苗栗縣長劉政鴻       | 彰化縣長卓伯源       | 交通部觀光局長賴瑟珍 |
| 2012年 （23） | 彰化縣   | 彰化縣長卓伯源       | 新竹縣長邱鏡淳       | 交通部觀光局長賴瑟珍 |
| 2013年 （24） | 新竹縣   | 新竹縣長邱鏡淳       | 南投縣代理縣長陳志清 | 副總統吳敦義         |
| 2014年 （25） | 南投縣   | 南投縣代理縣長陳志清 | 台中市副市長蔡炳坤   | 交通部觀光局長謝謂君 |
| 2015年 （26） | 台中市   | 台中市長林佳龍       | 桃園市長鄭文燦       | 交通部觀光局長謝謂君 |
| 2016年 （27） | 桃園市   | 桃園市長鄭文燦       | 雲林縣長李進勇       | 交通部觀光局長謝謂君 |
| 2017年 （28） | 雲林縣   | 雲林縣長李進勇       | 嘉義縣長張花冠       | 交通部觀光局長周永暉 |
| 2018年 （29） | 嘉義縣   | 嘉義縣長張花冠       | 屏東縣長潘孟安       | 交通部觀光局長周永暉 |
| 2019年 （30） | 屏東縣   | 屏東縣長潘孟安       | 台中市副市長令狐榮達 | 交通部觀光局長周永暉 |
| 2020年 （31） | 台中市   | 台中市長盧秀燕       | 新竹市副市長沈慧虹   | 交通部長林佳龍       |
| 2021年 （32） | 新竹市   | 新竹市長林智堅       | 高雄市長陳其邁       | 交通部長王國材       |
| 2022年 （33） | 高雄市   | 高雄市長陳其邁       | 台北市副市長蔡炳坤   | 交通部觀光局長張錫聰 |
| 2023年 （34） | 台北市   | 台北市長蔣萬安       | 台南市長黃偉哲       | 交通部長王國材       |
| 2024年 （35） | 台南市   | 台南市長黃偉哲       | 桃園市副市長蘇俊賓   | 交通部常務次長林國顯 |
| 2025年 （36） | 桃園市   | 桃園市長張善政       | 嘉義縣副縣長劉培東   | 交通部觀光署長周永暉 |
| 2026年 （37） | 嘉義縣   | 嘉義縣長翁章梁       |                      |                      |
| 2027年 （38） | 苗栗縣   |                      |                      |                      |

## 展期、地點、主題與展期總觀燈人次（數）
台灣燈會展期每年皆從農曆元月十五日（元宵節）正式開燈，近期皆是由開燈日起算兩個禮拜假日即為燈會展期，而縣市政府籌備之燈區是否會提前開燈，通常由各地政府決定。
以下日期皆以交通部觀光局的主燈正式開燈（元宵節）來作為起算日，不計試營運日期。
| 序 | 燈會名稱       | 展覽期間                                  | 天數 | 地點   | 燈會主題                       | 觀燈人次（數） | 備註                                 |
| -- | -------------- | ----------------------------------------- | ---- | ------ | ------------------------------ | -------------- | ------------------------------------ |
| 1  | 1990年臺北燈會 | 1990年2月10日至2月12日                    | 3天  | 臺北市 | -                              | 120萬人次      |                                      |
| 2  | 1991年臺北燈會 | 1991年3月1日至3月3日                      | 3天  | 臺北市 | -                              | 200萬人次      |                                      |
| 3  | 1992年臺北燈會 | 1992年2月18日至2月20日                    | 3天  | 臺北市 | -                              | 174萬人次      |                                      |
| 4  | 1993年臺北燈會 | 1993年2月6日至2月8日                      | 3天  | 臺北市 | -                              | 205萬人次      |                                      |
| 5  | 1994年臺北燈會 | 1994年2月24日至2月27日                    | 4天  | 臺北市 | -                              | 210萬人次      |                                      |
| 6  | 1995年臺北燈會 | 1995年2月14日至2月16日                    | 3天  | 臺北市 | -                              | 220萬人次      |                                      |
| 7  | 1996年臺北燈會 | 1996年3月4日至3月6日                      | 3天  | 臺北市 | -                              | 245萬人次      |                                      |
| 8  | 1997年臺北燈會 | 1997年2月21日至2月23日                    | 3天  | 臺北市 | -                              | 455萬人次      |                                      |
| 9  | 1998年臺北燈會 | 1998年2月11日至2月15日                    | 5天  | 臺北市 | -                              | 500萬人次      |                                      |
| 10 | 1999年臺北燈會 | 1999年3月2日至3月7日                      | 6天  | 臺北市 | -                              | 410萬人次      |                                      |
| 11 | 2000年臺北燈會 | 2000年2月19日至2月23日（後延展至2月27日） | 9天  | 臺北市 | -                              | 399萬人次      |                                      |
| 12 | 2001年臺灣燈會 | 2001年2月7日至2月14日                     | 8天  | 高雄市 | 高雄亮起來．賞燈．遊港．坐火車 | 500萬人次      |                                      |
| 13 | 2002年臺灣燈會 | 2002年2月26日至3月3日                     | 6天  | 高雄市 | 炫燿高雄．旗鼓飛揚．高雄燈會   | 357萬人次      |                                      |
| 14 | 2003年臺灣燈會 | 2003年2月15日至2月23日                    | 9天  | 臺中市 | 吉羊康泰台灣情．喜氣羊羊台中心 | 640萬人次      |                                      |
| 15 | 2004年臺灣燈會 | 2004年2月5日至2月15日                     | 11天 | 臺北縣 | 光耀北縣．幸福台灣             | 400萬人次      |                                      |
| 16 | 2005年臺灣燈會 | 2005年2月23日至3月6日                     | 12天 | 臺南市 | 鳳鳴玉山．祥和台灣             | 500萬人次      |                                      |
| 17 | 2006年臺灣燈會 | 2006年2月12日至2月26日                    | 15天 | 臺南市 | 槃瓠再開天．健康新台灣         | 678萬人次      |                                      |
| 18 | 2007年臺灣燈會 | 2007年3月4日至3月11日                     | 8天  | 嘉義縣 | 回嘉真好                       | 350萬人次      |                                      |
| 19 | 2008年臺灣燈會 | 2008年2月21日至3月2日                     | 11天 | 臺南縣 | 台灣和平．TAIWAN PEACE         | 670萬人次      |                                      |
| 20 | 2009年臺灣燈會 | 2009年2月9日至2月22日                     | 14天 | 宜蘭縣 | 點亮台灣．台灣燈會20週年       | 330萬人次      |                                      |
| 21 | 2010年臺灣燈會 | 2010年2月28日至3月7日                     | 8天  | 嘉義市 | 嘉有喜市．福臨台灣．喜來嘉義   | 421萬人次      |                                      |
| 22 | 2011年臺灣燈會 | 2011年2月17日至2月28日                    | 12天 | 苗栗縣 | 桐花山城．璀璨苗栗             | 802萬人次      |                                      |
| 23 | 2012年臺灣燈會 | 2012年2月6日至2月19日                     | 14天 | 彰化縣 | 彰燈結彩                       | 1170萬人次     |                                      |
| 24 | 2013年臺灣燈會 | 2013年2月24日至3月10日                    | 15天 | 新竹縣 | 竹光盛宴                       | 1268萬人次     |                                      |
| 25 | 2014年臺灣燈會 | 2014年2月14日至2月23日                    | 10天 | 南投縣 | 馬耀南投                       | 730萬人次      |                                      |
| 26 | 2015年臺灣燈會 | 2015年3月5日至3月15日                     | 11天 | 臺中市 | 台中飛揚                       | 1375萬人次     |                                      |
| 27 | 2016年臺灣燈會 | 2016年2月22日至3月6日                     | 14天 | 桃園市 | 金猴獻桃                       | 2050萬人次     |                                      |
| 28 | 2017年臺灣燈會 | 2017年2月11日至2月19日                    | 9天  | 雲林縣 | 吉鳴雲揚                       | 1360萬人次     |                                      |
| 29 | 2018年臺灣燈會 | 2018年3月2日至3月11日                     | 10天 | 嘉義縣 | 燈會抵嘉                       | 1007萬人次     |                                      |
| 30 | 2019年臺灣燈會 | 2019年2月19日至3月3日                     | 13天 | 屏東縣 | 屏安鵬來．光耀30               | 1339萬人次     |                                      |
| 31 | 2020年臺灣燈會 | 2020年2月8日至2月23日                     | 16天 | 臺中市 | 璀燦台中．曙光再旺             | 1182萬人次     |                                      |
| 32 | 2021年臺灣燈會 | 2021年2月26日至3月7日                     | 10天 | 新竹市 | 乘夢逐光．未來風               | -              | 因嚴重特殊傳染性肺炎疫情影響停辦一屆 |
| 33 | 2022年臺灣燈會 | 2022年2月15日至2月28日                    | 14天 | 高雄市 | 聚光台灣．高雄發光             | 1155萬人次     |                                      |
| 34 | 2023年臺灣燈會 | 2023年2月5日至2月19日                     | 15天 | 台北市 | 光源台北                       | 1256萬人次     |                                      |
| 35 | 2024年臺灣燈會 | 2024年2月24日至3月10日                    | 16天 | 臺南市 | 龍耀臺南                       | 1520萬人次     |                                      |
| 36 | 2025年臺灣燈會 | 2025年2月12日至2月23日                    | 12天 | 桃園市 | 光聚千塘串桃園                 | 2030萬人次     |                                      |
| 37 | 2026年臺灣燈會 | 2026年3月3日至3月15日                     | 13天 | 嘉義縣 | 點亮嘉義．光躍台灣             | 萬人次         |                                      |
| 38 | 2027年臺灣燈會 | 2027年2月20日至3月7日                     | 16天 | 苗栗縣 |                                | 萬人次         |                                      |

## 各縣市舉辦屆次
| 縣市   | 舉辦次數                                      | 舉辦年份                    | 備註                                             |
| ------ | --------------------------------------------- | --------------------------- | ------------------------------------------------ |
| 基隆市 | 未舉辦                                        | 未舉辦                      | 未舉辦                                           |
| 臺北市 | 11屆 (未改成臺灣燈會前) 1屆 (改成臺灣燈會後） | 1990年至2000年 2023年       |                                                  |
| 新北市 | 1屆                                           | 2004年                      | 原臺北縣1次                                      |
| 桃園市 | 2屆                                           | 2016年 2025年               |                                                  |
| 新竹縣 | 1屆                                           | 2013年                      |                                                  |
| 新竹市 | 未舉辦                                        | 2021年                      | 因新冠肺炎疫情停辦，轉型成「2021新竹光臨藝術節」 |
| 苗栗縣 | 2屆                                           | 2011年 2027年               |                                                  |
| 臺中市 | 3屆                                           | 2003年 2015年 2020年        |                                                  |
| 彰化縣 | 1屆                                           | 2012年                      |                                                  |
| 南投縣 | 1屆                                           | 2014年                      |                                                  |
| 雲林縣 | 1屆                                           | 2017年                      |                                                  |
| 嘉義縣 | 3屆                                           | 2007年 2018年 2026年        |                                                  |
| 嘉義市 | 1屆                                           | 2010年                      |                                                  |
| 臺南市 | 4屆                                           | 2005年 2006年 2008年 2024年 | 原臺南市2次 原臺南縣1次 縣市合併首辦1次          |
| 高雄市 | 3屆                                           | 2001年 2002年 2022年        |                                                  |
| 屏東縣 | 1屆                                           | 2019年                      |                                                  |
| 宜蘭縣 | 1屆                                           | 2009年                      |                                                  |
| 花蓮縣 | 未舉辦                                        | 未舉辦                      | 未舉辦                                           |
| 臺東縣 | 未舉辦                                        | 未舉辦                      | 未舉辦                                           |
| 澎湖縣 | 未舉辦                                        | 未舉辦                      | 未舉辦                                           |
| 金門縣 | 未舉辦                                        | 未舉辦                      | 未舉辦                                           |
| 連江縣 | 未舉辦                                        | 未舉辦                      | 未舉辦                                           |

## 特殊事件
- 1995年，主燈富而好禮，開幕前一天的彩排儀式上發生展演時無法旋轉的情況，時任交通部觀光局長張學勞與主燈技術人員連夜檢討，一直到開幕前兩個小時才解決，使開幕式圓滿順利。
- 1998年，主燈浩氣展鴻圖，被認為是最兇最不吉祥的一盞燈。因同年台灣接連發生華航大園空難、國華空難，空軍F-16在綠島海域墜海等一連串事故，故被拔掉虎牙和以八卦基座來鎮壓。（小插曲 : 因為一度被形容為跟上古四兇獸—窮奇的造型相似）
- 2010年2月28日，發生台灣燈會史上第一次的煙火傷人意外。在開幕典禮由副總統蕭萬長、行政院長吳敦義、嘉義市長黃敏惠等人共同點亮主燈後的煙火秀，因部份特效煙火發生膛炸，造成砲口傾斜，直接射往賞燈群眾，造成至少33人受傷。巧合是該年主燈老虎設計為張口，被部份人士有老虎吃人的負面聯想。翌年開始取消在主燈裝置煙火的裝置。
- 2011年2月26日和2月27日，台灣燈會的參觀人次分別創下154萬和142萬人次的驚人紀錄（苗栗縣設籍人口約56萬），但也造成交通癱瘓。鄰近燈會區的竹南車站這兩天單日出站人次更達到設站以來至少超過16萬人次最高紀錄[9]，台鐵西部幹線多個車站也因大量往返燈會遊客爆滿。國道更回堵23公里。祥兔造型使同年並無颱風造成人命傷亡。[10]
- 2012年2月6日，東京迪士尼度假區為了感謝台灣民眾於2011年東日本大震災時對日本的援助，將開園近30年第一次的海外演出獻給鹿港台灣燈會，本次派出夢幻巴士花車、米老鼠、唐老鴨、高飛狗和米妮及舞者、樂隊共98人遊行團隊。
- 2012年2月11日，美國迪士尼卡通明星破天荒首次參加台灣民俗踩街活動，帶給台灣民眾不一樣的美國風情，來到台灣進行三天搖滾旅遊假期，並於2012台灣燈會主舞台與大家見面。
- 2015年2月28日，保存於台中公園的2003年台灣燈會主燈「吉羊康泰」，由台中市政府規畫下重新點亮，雖無法作360度旋轉展演但風采依舊，是台灣燈會舉辦26年來首次有歷屆主燈被重新點亮。
- 2015年3月6日，台灣燈會低碳永續燈區的小型羊主燈「吉羊開泰」，主體設計為機械作動能站立、頭部能點頭的可愛羊燈，因頭部與身體的銲接不良，在一次動態站立中其身體整個下頓在燈台面，羊頭承受不住慣性發生斷裂，有賞燈網友將影片PO上網，立刻吸引全台民眾觀注，新聞媒體也紛紛報導，該羊燈的規劃者台中市政府環保局表示，因外包廠商銲接不良，經連夜搶修於隔日凌晨2點重新開放。
- 2015年3月7日和3月14日，台灣燈會分別創下史上次高的150萬人次和最高的160萬人次，前者因烏日燈區進場與離場人潮匯流過度集中（據傳一大比例是來看前日斷頭小羊的人潮），導致塞爆台鐵新烏日車站，平均等候進站時間達1小時，之後台中市政府與台鐵都連夜檢討，提出3月14日的次週六規畫180萬人次容量整體運輸計畫，進出站實施分流動線，使3月14日人次雖再創新高，但人潮流動順暢，統計3月4日至3月15日共創下1375萬人次參觀在台中舉行的台灣燈會，其中烏日高鐵主燈區達1000萬人次，台中公園、豐原廟東與大里文創園區達375萬人次。台中市長林佳龍表示，這是台灣燈會第一次以3+1分區模式舉辦，創下規劃與人潮記錄！並預約2027年台灣燈會再回到台中舉辦，達成連三次同生肖由同一縣市舉辦的紀錄，台中就能擁有三座主燈，是真正的「三羊（陽）開泰」， 該年也是開始在最後3天開始有隱藏版燈光秀。
- 2016年2月28日，台灣燈會打破記錄，單日參訪人數達369萬人次，刷新台灣燈會單日參訪記錄。而爭取縣市雲林縣因交通方案一直未通過，造成閉幕日無縣市首長來接燈，成為首次無縣市首長來接燈，交通方案過關後，於桃園市政府補辦交接儀式。在交通部觀光局長謝謂君見證下，由雲林縣長李進勇自桃園市長鄭文燦手中接過象徵主辦權的黃色燈籠。
- 2017年2月13日，台灣燈會主展區已於2月11日（農曆正月15日）至2月19日止為期9天，在高鐵雲林站前農博生態園區旁盛大展開，截至昨2月12日已累計438萬人次參觀。而在燈會其間更發生電箱爆炸、燈王燒毀（燈王「祥龍獻瑞」起火燃燒並波及矯正署彰化少年輔育院「真愛奇雞（蹟）」及臺中監獄「天女仙樂報吉（雞）祥鳳展翅衝雲霄」兩座燈王，火勢於1分鐘內隨即撲滅，並將損毀作品移出。事件發生後，觀光局協調縣府全面檢修燈區電力配線，並以優良作品代位展出）與平台倒塌（因民眾爭睹「偶戲春秋｣布袋戲劇演出，現場空間有限，部分民眾不顧志工保全勸阻，紛紛站立於檯座觀賞，導致檯座因不堪負荷坍塌，幸無民眾受傷，縣府立即以警示線圍隔，並連夜搶修，已於2月13日上午7時修復，將花燈復原，且增設「禁止攀坐｣警示標語，再次呼籲民眾觀賞花燈切勿站立檯座以維安全）之事件，民眾譏對吉凶各自表述。[11][12]而北港燈區為配合媽祖文化季爭取延後至4月20日，並從虎尾主燈區運回朝天宮藝陣、北港六尺四、邦尼熊柑仔店、飛龍團等7座與北港相關的花燈，讓燈區更加豐富多元。
- 2017年7月14日，因嘉義縣和屏東縣極力爭取2018年台灣燈會主辦權，觀光局為當和事佬，在不得罪雙方的情況下，決定2018年在嘉義，2019年在屏東，解決兩縣的爭執。
- 2018年，燈會宣傳海報被民眾質疑為和2016年台北燈節的福祿猴之葫蘆造型相近。[13]
- 2018年2月15日，台灣燈會在嘉義縣，縣府打破往年慣例，燈區提早到大年初一點燈，除夕下午4點多不明原因，傳出主燈區的變電箱起火。縣府要求，工作人員每天巡檢電線迴路，確保用電安全。[14]
- 2018年2月17日，嘉義縣政府原本計畫從年初一起連續三天，在故宮南院後方施放煙火慶祝，但年初二晚上在故宮南院的後門外側空地施放煙火時傳出火警，所幸沒有任何花燈受損，但取消初三、初四兩天預計施放的煙火秀，以維護安全。[15]（小插曲 : 也因此造成首次主燈開燈日儀式無煙火表演）
- 2018年2月27日，交通部觀光局策劃台灣燈會主燈「忠義天成」，元宵夜總統蔡英文點燈，屆時嘉義縣治特區50公頃7大主題18個燈區全點亮，點燈儀式結束，原擬施放高空煙火，為安全取消，元宵節下午4點，安排空軍嘉義基地5架Ｆ-16戰機衝場，編隊低空大雁飛行通過燈區表演，台灣燈會主燈點燈，以戰機衝場取代放高空煙，將是燈會史上頭一遭。縣長張花冠邀空軍嘉義基地Ｆ-16戰機衝場表演，昨晚5架戰機編隊低空大雁飛行，演練通過燈區；副縣長吳芳銘說，戰機衝場表演安排元宵節主燈點燈下午4點踩街表演時段。空軍第四戰術戰鬥機聯隊政戰部說，國防部核定3月1日及3月2日衝場表演，屆時將派一個中隊5架Ｆ-16戰機，編隊低空大雁飛行通過燈區，軍方做好準備，配合縣府安排時間，慶賀迎燈會，並為8月營區開放暖場。[16]
- 2018年3月11日，嘉義縣長張花冠於燈會閉幕時致詞表示，2018年台灣燈會締造了十項首創紀錄，包括水陸空三維立體空間，首次由官方結合AR、VR手遊與電競，寶可夢等遊戲融入活動。2019年台灣燈會將於屏東縣大鵬灣舉辦，屏東縣長潘孟安率縣府團隊會場交接。[17]
- 2018年10月21日，交通部觀光局預告2019年台灣燈會主燈不採用十二生肖，而以東港當地特色—黑鮪魚來設計主燈主題，是首次不以十二生肖來設計[註 1]，主燈也首次座落於海域，未來也會永久留存在當地。[18]
- 2019年1月31日 ，交通部觀光局宣布2020年台灣燈會由台中市舉辦，這是台中縣市合併升格後，第二度舉辦台灣燈會；2021年則由從未舉辦過台灣燈會的新竹市獲選。觀光局長周永暉表示，未來主燈都不必是生肖[註 1]，盼創造有特色的藝術品、永留當地。[19]
- 2019年2月14日 ，30年來台灣歷屆主燈模型齊聚大鵬灣，交通部觀光局特別規畫「台灣燈會30週年特展」，首度公開展示29座主燈模型，以及歷年小提燈，民眾還能戴上VR頭盔回到過去欣賞台灣燈會，民眾到大鵬灣不只賞花燈，還能將30年來歷屆台灣燈會主燈一次看個夠。[20]。
- 2019年2月19日 ，台灣燈會在屏東大鵬灣盛大開幕，主燈「巨鮪來富」開燈秀、台灣首次的INTEL無人機燈光秀及海上煙火，陸海空國際級展演把大鵬灣變成璀璨樂園，開創了台灣燈會新高度，民眾大讚史上最美。[21]。
- 2019年2月25日 ，今（2019）年台灣燈會選在屏東大鵬灣展出，展出內容由國內外知名藝術家、文學作家等共同合作設計，燈區內容相當豐富，甚至被外媒稱為沒有雲霄飛車的迪士尼樂園。其中，藝術燈區有3位來自丹麥、瑞典等國家的藝術家，與屏東在地藝術家合作，共同創作出屏安時光、恆春風巢、竹田記事等燈座，明年應邀到丹麥哥本哈根展出，台灣作品也能在國際上發光發熱。
- 2019年3月2日，台灣燈會藝術燈區有三件作品邀請來自國外如丹麥RikkeJuellund、Peter de Neergaard，以及瑞典Peder Bjurman等藝術家，與屏東在地藝術家合作創作出「屏安時光，恆春風巢，竹田記事」，今年八月和明年三月受邀到丹麥參展，同時海洋燈區的「珊瑚之心」更獲得義大利設計獎提名，得獎機會濃厚。台灣燈會30週年，各項作品在國際上發光發熱，不只是國內燈藝技術達到新高峰，更使得台灣在國際上的地位獲得巨大的肯定。交通部長林佳龍表示，「這是史上最成功的一次燈會，没有之一！」因此創造出一句話「我屏東我驕傲！」令人津津樂道。
- 2019年3月3日，2019台灣燈會今晚在無人機的完美空中展演及煙火秀中畫下完美句點，最後一天總計吸引152萬人次入園，累計有高達1339萬人次的參觀人潮，雖然不是歷屆最多，卻是討論度最高，交接儀式則在交通部觀光局長周永暉見證下，由台中市副市長令狐榮達代表市長盧秀燕率領市府團隊蒞臨屏東現場，並自屏東縣長潘孟安手中接過象徵主辦權的黃色燈籠，代表2020年台灣燈會由台中市接手舉辦。[22]
- 2019年3月4日，2020年第31屆台灣燈會將交棒給台中市承辦，但原先交通部觀光局評選出由彰化縣來承辦，未料新科彰化縣長王惠美以財政難以應付及燈會一年籌備期不足的情況下宣布放棄，使評選第二名的台中市遞補承辦。這是燈會舉辦30年來，首次有承辦的縣市宣布放棄的首例，引發彰化縣各界對王縣長的批評聲浪不斷。
- 2019年5月3日，2020台灣燈會由台中市取得主辦權，台中市觀光旅遊局長林筱淇今早說，明年燈會場址將落腳台中花博后里園區，目前的森林園區、花舞館與馬場園區都會變身成為燈會展區，市府也將在市區的文心森林公園設置副燈區。[23]
- 2019年7月26日，2020台灣燈會將於后里森林園區、馬場園區及文心森林公園三地登場，台中市政府 26 日公布台中市識別系統(CI)，設計主軸圍繞「璀璨台中」活動主題，Logo設計融合台中的「中」、「陀螺」、「氣球」、「燈籠」等創意元素，象徵台中地處「台灣之心」，城市如旋轉陀螺般快速翻轉，充滿無限創造力，期盼在明年台灣燈會期間，帶給國內外遊客各種驚喜與歡樂感受。[24]
- 2019年8月7日，2020台灣燈會海報今天出爐，觀光局表示，海報以「森林奇幻境地」為設計意象，結合當地森林環境與曙光，象徵透過台灣燈會照亮台灣。此外「曙」光亦有「鼠」年諧音之意，也代表對未來的期許與無限的希望。[25]
- 2019年10月16日，2020台灣燈會在台中將於隔年2月8日至2月23日登場，由於主展區在台中花博后里園區，明年主燈配合環境不用生肖而用樹木設計，主題為「森林之母」，象徵生生不息，透過光環境的營造讓大家好像在童話世界裡，看到的不只是一座創新花燈，整個環境也可以感受到奇幻的夢境，也是提升台灣燈會2.0版，讓花博園區可以永續發展。[26]
- 2019年11月18日，交通部觀光局在后里森林園區舉辦「2020 台灣燈會庚子年主燈基座動土儀式」，位於森林園區的主燈由交通部觀光局規畫、知名藝術家林舜龍操刀，打造超過15公尺巨大樹木，呈現大自然生生不息意象的藝術品，燈會結束後會永久保存，主燈今天動土，祈求燈會施工順利、圓滿成功；中市副市長楊瓊櫻說，市府會竭盡所能辦好台灣燈會，打造最棒燈會。[27]
- 2020年1月13日，交通部觀光局首度對外公開主燈「森生守護-光之樹」造型發表會。交通部長林佳龍表示，此次主燈由花博作品《從天上掉下來的一顆種子．籽仔》設計者林舜龍操刀，意味著一顆種籽蛻變後成長成一株參天大樹，民眾能穿梭在主燈光影中和主燈互動，打破主燈只能遠觀的距離感。同日，在台中后里森林園區舉辦主燈「森生守護-光之樹」上樑典禮，由局長周永暉與台中市長盧秀燕共同主持。交通部觀光局長周永暉表示，15公尺以上高度巨大樹木形態主燈，代表台灣22個縣市、368個鄉鎮區裡及2359萬人民，極具意義；台中市長盧秀燕強調市府將為國家辦好台灣燈會。
- 2020年2月4日，去年台灣燈會在屏東首度有300台無人機夜空表演令遊客驚喜，而此年台灣燈會依然有無人機表演，號稱全台最大規模無人機表演，將在2020台灣燈會后里主展區於2月8日台灣燈會夜空秀出，前晚(2月2日)在台中市后里主展區夜空搶先曝光，800台無人機魔幻般表演，令人驚豔。現場除有絢麗精緻的燈飾造景外，在主展區西方的天空會出現耀眼奇景：由中市府邀請無人機團隊規畫800台無人機在空中打造璀璨奪目的絢麗展演秀，以台中在地故事與人文特色編織出精采的動畫圖騰，從開幕到閉幕，每晚都有表演活動。[28]
- 2020年2月8日，台灣燈會后里主展區今晚開幕，5架IDF戰鬥機衝場，還有來自日本及法國等國內外藝術團隊精彩表演，由總統蔡英文及交通部長林佳龍等佳賓為主燈「森生守護─光之樹」一同點燈，總統在致詞後由迷你馬帶著希望的種子，由小朋友將種子交到總統的手上，總統再將種子放在燈作上，為台灣種下希望。接著由總統蔡英文、交通部長林佳龍、台中市長盧秀燕、立法院副院長蔡其昌及交通部觀光局長周永暉等將手放在象徵希望的種子上，點亮台灣燈會主燈「森生守護光之樹」，完成開燈儀式。[29]
- 2020年2月9日，2020台灣燈會后里主燈區推出史上最大規模的無人機展演秀，不過，彩排、開幕日因風速過大，連續兩天臨時喊卡。今晚在萬眾期待下，500台無人機晚間7點10分及8點10分成功升空，晚間7點10分，500台無人機緩緩升空，黑夜中光點移動編隊，首先帶來幻彩流星雨，接著變化七彩繽紛光點，呈現台灣燈會2020台中、金錢鼠年送元寶、燈籠、新春快樂、財神送紅包、吹奏薩克斯風、永齡有愛、Taichung等。6分鐘完美展演，閃亮台中夜空，贏得滿場民眾驚呼連連。[30]
- 2020年2月22日，晚間進行無人機展演時，遭不明訊號干擾，造成48架無人機掉落，雖無人受傷但造成機器受損，粗估損失200萬元。
- 2020年2月23日，台灣燈會於晚間閉幕，交接儀式則在交通部長林佳龍見證下，由新竹市副市長沈慧虹代表市長林智堅率領市府團隊蒞臨台中現場，並自台中市長盧秀燕手中接過象徵主辦權的黃色燈籠，代表2020台灣燈會由台中市接手舉辦。不料過年前爆發嚴重特殊傳染性肺炎，幸好沒有受到影響，仍有許多遊客到訪，為參觀人次突破千萬的2020台灣燈會劃下句點。現場也有多組團體表演，熱鬧非凡。林智堅表示，新竹市已準備好承擔這份任務，將用屬於新竹的方式，為台灣燈會創造新典範，打造獨一無二的台灣燈會，請大家拭目以待。
- 2020年12月7日，「2021台灣燈會」主燈今發表。本屆主燈以「乘風逐光」為名，結合以「風光」為特色元素，竹藝燈籠將運用機械裝置，使108根竹子呈現出如風一般地的律動，以新竹聞名的玻璃為素材，呈現不同以往的高科技的未來感主燈。觀光局表示，這次主燈由知名科技藝術家團隊豪華朗機工將於主燈區錦華公園，打造超過15公尺模擬風動的藝術裝置，呈現「連結在地、聲光動態、眾和百燈、儀式表演」四大亮點，呼應交通部觀光局以「台灣燈會2.0」概念，將傳統民俗節慶活動升級為饒富藝術感的展演空間。[31]
- 2020年12月15日，交通部觀光局日前召開台灣燈會舉辦縣市評選委員會，確定由高雄市、台北市分別獲得2022、2023年台灣燈會舉辦縣市的第一優先序位，並獲交通部長林佳龍簽核，全案待報行政院核定後，將成為高雄市繼2002年、台北市自2000年後，台灣燈會睽違逾20年再度重返北高兩市。[32]
- 2020年12月25日，2021台灣燈會主燈「乘風逐光」正式在新竹錦華公園進行動土儀式。由交通部觀光局局長張錫聰和新竹市政府秘書長陳章賢共同主持，祈求工程圓滿順利。[33]
- 2021年1月19日，新竹市主辦的台灣燈會因受到嚴重特殊傳染性肺炎臺灣疫情發生衛生福利部桃園醫院嚴重特殊傳染性肺炎群聚感染事件影響，於同年1月19日行政院下午3點召開記者會宣布取消2021年新竹市燈會，這是32年來首度停辦。[34]
- 2021年1月22日，因應疫情變化，新竹市政府與行政院日前宣佈今年台灣燈會停辦，不過，市府這幾天已研議在疫情趨緩後，研議以「燈節」形式展演燈會內容，除讓燈會藝術家準備的作品及各種光雕作品能被看見，也能彌補台灣燈會停辦後民眾的失落感，詳細規劃案已由文化局研議。[35]
- 2021年2月7日，邁入32年的台灣燈會本因土疫情升溫首度喊卡，耗資近1700萬元打造的主燈「乘風逐光」去留成為關注焦點。據了解，交通部觀光局原規劃將主燈放置在大鵬灣國家風景管理處BOT開發處，活絡當地觀光，但上週報交通部後，交通部更屬意高鐵新竹站站前用地，該地為交通部鐵道局用地，不用再特別找地租賃，管理維護方便，只須與地方政府協調後續公廁設置、志工及交警等事宜。至於兩座副燈「竹鵲松風迎春曦」和「犢站金榜」將分別放在日月潭風景區所屬的集集線車埕站附近的貯木池中及雲嘉南國家風景管理處的北門遊客中心旁，盼能吸引過年到南鯤鯓代天府祈福拜拜的遊客造訪，也能帶動小鎮觀光。[36]
- 2021年5月8日，交通部觀光局在高雄市衛武營國家藝術文化中心舉行台灣燈會交接儀式，正式宣布台灣燈會主辦權轉交給下屆主辦縣市—高雄市，身為今年燈會主辦城市的東道主—新竹市長林智堅親自南下出席，以表示對交接儀式的敬重，在交通部長王國材見證下，交棒高雄市長陳其邁。林智堅表示，今年台灣燈會在新竹市雖然停辦，但將轉型為新竹光臨藝術節，7月9日開展，歡迎邀請全國民眾趁暑假到訪新竹，欣賞最有科技感、藝術感與未來感的作品[37]。
- 2021年10月2日，2021台灣燈會因疫情停辦後，交通部觀光局計畫將主燈「乘風逐光」移至高鐵新竹站前展出，縣府原本要在6月搭配主燈展演辦「竹夏星夜季」，未料又碰上本土疫情爆發延期，如今疫情趨緩，不少民眾期待主燈能點亮，但縣府交旅處證實，因觀察疫情仍不明朗，原本向觀光局討論是否能延到年底再辦，但觀光局回覆離明年燈會時間太近而婉拒，也因此相關活動都確定停辦，計畫已告吹，成為32年來首次主燈無法亮相展演的一次。[38]。
- 2021年11月15日，高雄市長陳其邁今天在臉書公布2022台灣燈會主視覺，主視覺設計藉由一束光源，幾何構圖成一個正在發光的「高」字，相當吸睛，有點亮高雄展望未來意涵，以繽紛的色彩，凸顯城市的熱情特質，及燈會作品的豐富多樣，希望能創造一場奇幻且難忘的體驗，這場燈會也將成為疫情好轉後，具規模也深受矚目的振興活動，要讓世界看到高雄正閃耀的城市能量。同日..於台灣燈會主燈設置預定地舉辦「2022台灣燈會壬寅年主燈基座動土儀式」，由交通部觀光局及高雄市政府共同祈福，祈求燈會施工順利、燈會活動圓滿成功。[39]。[40]。
- 2021年11月20日，日本一般社團法人「夜景觀光Convention Bureau」19日在長崎市主辦的世界夜景峰會，除了選出時隔10年的「世界新三大夜景」之外，同時也新設世界夜景遺產，而台灣燈會也被列入入選名單中。台灣旅遊交流協會顧問江明清在世界夜景高峰會上以屏東的台灣燈會舉例說明指出，台灣燈會是台灣規模最大的慶典活動，有好幾千個色彩豔麗的花燈裝飾，將夜空點綴得璀璨亮麗。原本燈會是在農曆正月15日滿月、也就是元宵節的慶祝活動，民眾會施放爆竹、煙火趨吉避凶，1990年代各寺廟開始將花燈集中於一處，形成燈會，後來燈會規模擴大，主燈設計極富巧思。[41]。
- 2021年12月20日，2022台灣燈會即將於明年二月十五日於高雄盛大展開，主燈規劃坐落於衛武營都會公園，昨（二十）日由高雄市長陳其邁和交通部觀光局長張錫聰共同主持安座典禮，於典禮上隆重祈求燈會活動順利展開。[42]。
- 2022年1月18日，2022台灣燈會將如期舉行，交通部觀光局長張錫聰今天表示，主燈及小提燈造型都已經出爐，但因為近期國內COVID-19（2019冠狀病毒疾病）疫情變化，近期將以新聞稿方式公布，防疫計畫已經研擬，會視疫情發展提報指揮中心審查。[43]。
- 2022年1月19日，交通部觀光局今日對外發表2022台灣燈會主燈及小提燈造型，本次主燈首創結合書法藝術，由知名藝術家呂秉承與國寶級書法家董陽孜老師跨界合作，以「鳳彩飛舞」為主題，由草書「鳳」字來發想主燈造型，以臺灣造型、帝雉展翅及乘風(氣旋)而起優美之姿，棲息在祥雲籠罩之高山上，打造本次饒富現代風格並融合傳統書法藝術的主燈，同時呼應展出地點高雄鳳山。而最受小朋友喜愛的小提燈，今年命名為「大吉虎」，以民間信仰小朋友的守護神「虎爺」作Q版設計，並於虎掌上寫著「大吉」和「大利」，除可供小朋友提燈遊玩外，亦可坐立於桌面上，做為祈求平安的虎爺公仔，保佑小朋友平安，期許疫病遠離。[44]。
- 2022年2月15日，台灣燈會帝雉展翅「鳳彩飛舞」元宵點燈2022台灣燈會在高雄，衛武營燈區主燈「鳳彩飛舞」，在元宵節晚間舉行點燈儀式，總統蔡英文親自主持，而今年虎年，主燈不是虎，而是帝雉，主要是因為地點就位在鳳山，除了結合鳳山，主燈設計還把鳳字以書法形式融入，寓意照亮台灣，高雄發光。[45]
- 2022年3月1日，為期1個月的2022台灣燈會，在2月28日星期一晚間，主燈「鳳彩飛舞」在交通部觀光局長謝張錫聰見證下，由台北市副市長蔡炳坤代表市長柯文哲率領市府團隊蒞臨高雄現場，並自高雄市長陳其邁手中接過象徵主辦權的黃色燈籠。後在與現場數萬名民眾一起倒數聲中，搭配震撼的音樂及五彩繽紛的雷射燈光，照亮高雄衛武營的夜空，為台灣燈會劃下完美句點。而明年台灣燈會將移師臺北市舉辦，交通部觀光局請民眾拭目以待，明年元宵佳節中央與地方將再次攜手合作，讓這個獲認證為世界十大夜景遺產、被譽為沒有雲霄飛車的迪士尼樂園，以及美國Discovery頻道推薦為全球最佳節慶活動之一的台灣燈會，將結合在地傳統文化精湛的花燈工藝再次回到臺北在國際發光發亮。[46]
- 2022年10月12日，交通部觀光局昨（11）日宣布，2024、2025台灣燈會舉辦縣市分別由台南市、桃園市獲選。其中2024年適逢台南市建城400年，台南市表示將結合水域光藝展演，還可乘船逛遊賞燈，呈現有別以往的水陸聲光雙重饗宴，而桃園市作為國際航空大城預計本次策展利用「航空城」元素，主展區暫定於中壢運動公園預定地及莒光公園周邊，燈區布置將融合傳統燈藝、藝術設計、環保節能、在地特色、機械動態、創新科技等，也預計邀請國際專業藝術團隊參與，並透過地緣之便吸引更多國外旅客參與。[47]。
- 2022年10月18日，台灣燈會睽違23年再度回歸台北，「2023 台灣燈會在台北」為疫情解封後第一場國際大型活動，主視覺邀請深度設計（DEPTH DESIGN）創辦人陳青琳操刀，以「光源台北」為主題，展現台北城市結合台灣燈會後的蛻變與希望。[48]。
- 2022年11月30日，睽違23年，台灣燈會將重返台北，預計明年2月5日至2月19日於國父紀念館、台北市政府、東區商圈、松山文創園區、信義商圈、四四南村登場。主燈設置預定地國父紀念館今舉辦「2023台灣燈會癸卯年主燈基座動土儀式」，祈求燈會施工順利、燈會活動圓滿成功。[49]。
- 2022年12月15日，2023台灣燈會主燈「玉兔壯彩」於十五日上午十一時正式安座。安座典禮由觀光局張錫聰、臺北市政府副秘書長林育鴻主持，主燈贊助單位中華電信副總經理林文智、國父紀念館長王蘭生等貴賓共同為燈會各項主要籌備工作揭開序幕。[50]。
- 2023年1月3日，交通部觀光局今日對外揭開主燈「玉兔壯彩」造型，首創Robot造型科技玉兔主燈，總高22公尺還身著太空裝，超Q模樣吸引眾人目光，並邀請臺灣之光奧運金牌選手郭婞淳，透過臉部動作捕捉技術，為玉兔表演生動的表情，而每年最受小朋友期待的小提燈，今年是以經典兒童文學「愛麗絲夢遊仙境」中白兔為發想，顏色如彩虹般七彩斑斕的「大展虹兔」除可供小朋友提燈遊玩外，亦可組裝成戴於頭上的兔耳朵，搭配LED燈的璀璨燈光，讓每個小朋友化身為閃亮亮的小兔子。[51]。
- 2023年2月5日，第34屆台灣燈會今日於台北揭開序幕，展開為期15天的展期，今日晚間7時由總統主持開燈儀式於中央展區國父紀念館正式登場，這是歷經三年嚴峻疫情後，台灣第一個國際大型節慶活動，交通部觀光局邀請國內、外旅客一同來體驗，創新科技與傳統技藝融合的城市型燈會。[52]。
- 2023年2月19日，台灣燈會於2月19日晚間圓滿閉幕，交接儀式在交通部長王國材見證下，由台南市長黃偉哲親自率領市府團隊蒞臨台北現場，並自台北市長蔣萬安手中接過象徵主辦權的黃色燈籠。後在現場數萬名民眾倒數聲中，主燈「玉兔壯彩」搭配明亮音樂曲風及生動活潑數位動態科技，閃耀臺北國父紀念館夜空，在聲光、視覺饗宴及讚嘆聲中，共同為2023年台灣燈會劃下圓滿句點，而2024台灣燈會將在臺南市舉辦，距2008年舉辦台灣燈會至今已15年，將以「臺南400光年」為題，主展場初步規劃為臺南高鐵特定區，以綠能科技為策展主軸概念，象徵臺南展望下一個百年。[53]。
- 2023年9月27日，睽違16年，台灣燈會將再次於台南璀璨登場，由台南市政府與交通部觀光署共同主辦的2024台灣燈會，26日召開「主視覺發表」記者會，市長黃偉哲表示，為了凸顯台南味，這次2024台灣燈會主視覺設計特別邀請了深耕台南的知名剪紙藝術家楊士毅負責LOGO及標準字設計，及國立台南大學視覺藝術與設計學系兼任助理教授黃桂瀅老師統籌海報設計及相關視覺應用，主題為「龍耀台南」，以此做為LOGO設計靈感，展現生肖龍年吉祥的意象，將南字與台南府城交融，展現這片土地的歷史淵源與古都風情，以及燈會熱鬧歡喜、團圓相聚的節慶氣氛，祥龍在光芒照耀下躍出台南，向世界宣布盛大節慶的開場。要展現古都台南的喜氣與台南400的發展。[54]。
- 2023年11月13日，2024台灣燈會即將在2024年2月24日至3月10日於臺南市舉辦，規劃有「高鐵燈區」及「安平燈區」兩大展區，11月13日於台灣燈會主燈設置預定地舉辦「2024台灣燈會甲辰年主燈基座動土儀式」，由交通部觀光署及臺南市政府共同祈福，祈求燈會施工順利、燈會活動圓滿成功，主燈由國內參與台灣燈會史上紀錄最多座主燈的知名藝術家，同時亦受各界譽稱「台灣燈會主燈之母」的彭力真老師親自創作2024台灣燈會主燈「龍來台灣」，主燈由中華民俗藝術基金會林明德董事長及中研院李豐楙院士共同命名，不僅結合易經乾卦與考究民俗禮儀的祝禱元素，更隱含龍年主燈對臺南400年致敬之意，命名語意簡易、音韻悠揚，容易琅琅上口，並可直觀呈現國人對台灣燈會揚名國際，歡迎國際旅客都來臺灣之期待。[55]。
- 2024年1月3日，交通部觀光署今於圓山大飯店揭開主燈「龍來台灣」的神秘面紗，同時公布每年受小朋友歡迎的小提燈「小龍包」。[56]。
- 2024年2月24日，第35屆台灣燈會睽違16年重返臺南市，晚間在高鐵燈區舉行盛大的主燈點燈儀式，總統蔡英文、行政院長陳建仁、交通部長王國材、臺南市長黃偉哲、總統府秘書長林佳龍、資政葉菊蘭、行政院秘書長李孟諺、交通部觀光署長周永暉及在地黨籍立委賴惠員、林宜瑾、郭國文、王定宇和台南市議會議長邱莉莉等民代陪同下一同倒數，點亮高達22公尺「龍來台灣」主燈，四射的光芒及動感樂曲，並搭配上旋轉的主燈，吸引滿滿人潮前來觀賞。[57]。
- 2024年11月12日，交通部今宣布，2026、2027年台灣燈會，分別由嘉義縣及苗栗縣獲選為主辦縣市，嘉義縣策展主軸將以「新嘉義」為概念，苗栗縣則以打造「悠閒慢走」的燈會慶典。[58]
- 2024年11月26日，舉行2025台灣燈會乙巳年主燈基座動土儀式，本次主燈不以具象蛇為造型，改以抽象符號呈現，由知名藝術家李明道親自設計操刀，以「無限樂園」為名創作。觀光署長周永暉今表示，主燈大家期待將於明年1月3日統一對外公布，這次燈會面積約10公頃，採主燈展演場A18高鐵站前廣場展區及光的遊戲場A19站桃園體育園區站展區，主燈正對高鐵站，利用光環境設計，就像投手位置，空拍圖可以看到跟副燈是棒球場壘包呼應型態。[59]
- 2024年12月22日，2025台灣燈會將於2月12日至23日在高鐵桃園站前舉行，本次主燈「無限樂園」不以具象的蛇為造型，改以抽象符號呈現，昨天主燈安座。交通部觀光署長周永暉表示，明年1月3日將舉行主燈及小提燈發布記者會，今年小提燈很有變化，大家可以期待。[60]
- 2025年1月3日，交通部觀光署今天公布主燈「無限樂園」和小提燈「蹓蹓蛇」造型，主燈採用抽象的無限符號、加上棒球元素，運用AI及動作捕捉，營造出科技十足的未來樂園意象，並以「無限樂園」為名，象徵台灣燈會的歡樂氛圍。小提燈由藝術家林佳葦設計，她說，今年以「靈活多變的玩具蛇」為設計核心，蛇身由七段式可動結構組成，各段都可呈現90度彎曲，可依個人喜好組裝成0至9數或各式不同造型，因蛇在生肖中排行第六，也希望大家能多外出蹓躂，所以命名「蹓蹓蛇」。[61]
- 2025年2月23日，台灣燈會於晚間閉幕，交接儀式則在交通部觀光署長周永暉見證下，由嘉義縣副縣長劉培東代表縣長翁章梁率領縣府團隊蒞臨桃園現場，並自桃園市長張善政手中接過象徵主辦權的黃色燈籠，代表2026台灣燈會由嘉義縣接手舉辦。2026年3月3日至15日，嘉義縣將再度迎接來自全台與世界各地的遊客，以創新燈藝與文化特色打造全新的賞燈體驗。[62]

## 註解
1. 1 2 3  副燈才保留採用生肖。
2. ↑  因石門水庫南宛生態公園水利署另規劃水利設施建築，加上7年年限已到，故於2023年底前拆除。
3. ↑  因人文公園要進行徵收都更，原址要蓋親水公園和地下停車場，故於2024年3月底前功成身退拆除。
4. ↑  改以23.5°文化軸線光環境（環場投射燈）來呈現。
5. ↑  改以紅、黃兩色祈福燈樹來呈現。
6. ↑  因燈會停辦搬遷至高鐵新竹站，原將以新竹仲夏藝文季名義續展，但因疫情仍未穩定，導致計畫告吹無法展演。
7. ↑  因找無認養單位及適合的安置地點，已於2023年底前解體報廢，部分零件轉用在2024台北燈節環保主燈上。

### 引用
1. ↑  .   [2023-04-29]. （原始内容存档于2023-05-07）.
2. ↑  黃立翔.台灣燈會評選制 2008年才有 （页面存档备份，存于）.自由時報.2016-03-04
3. ↑  蕭錫惠.洪新富紙雕大師五月份美國巡迴展 （页面存档备份，存于）台灣海外網.2008-04-15
4. ↑  林吉裕.台灣燈會策劃與布展經驗分享[永久].國藝會線上誌
5. ↑  .   [2020-01-27]. （原始内容存档于2020-05-04）.
6. ↑  .   [2020-01-27]. （原始内容存档于2020-01-27）.
7. ↑  .   [2020-01-27]. （原始内容存档于2020-01-27）.
8. ↑  .   [2020-01-27]. （原始内容存档于2020-01-27）.
9. ↑  鍾錦隆.苗栗燈會擠爆 鹿港明年接手將重交通動線規劃.中央廣播電臺,2011-03-01 （页面存档备份，存于）
10. ↑  張文祿.馬總統感謝媽祖保佑今年颱風沒有人命傷亡 （页面存档备份，存于）.中廣新聞網.2011-12-18
11. ↑  吳建宏.燈會又燒了！競賽燈區燈王竄火　燒剩骨架 （页面存档备份，存于）.TVBS.2017-02-12
12. ↑  【浴火片】雲林燈會「燈王」竟然燒了 （页面存档备份，存于）.蘋果日報即時.2017-02-12
13. ↑  陳奕.台灣燈會的瓠仔菜瓜！福祿猴變身福祿火車了 （页面存档备份，存于）.新頭殼newtalk.2018-01-18
14. ↑  徐彩媚.台灣燈會電箱起火，電弧灼手工人輕傷 （页面存档备份，存于）.蘋果日報.2018-02-15
15. ↑  台灣燈會嘉義放煙火釀火警，年初三、初四兩場煙火秀暫停 （页面存档备份，存于）.上報.2018-02-18
16. ↑  魯永明.台灣燈會元宵主燈點燈不放煙火，下午F16戰機衝場. （页面存档备份，存于）聯合報.2018-02-27
17. ↑  謝恩得.影／台灣燈會嘉義圓滿落幕 明年元宵屏東大鵬灣見 （页面存档备份，存于）.聯合報.2018-03-11
18. ↑  蔣繼平.影／這次主燈不用12生肖 2019台灣燈會首次改成「魚」 （页面存档备份，存于）.聯合報.2018-10-21
19. ↑  吳姿賢.2020台灣燈會在台中、2021在新竹市 主燈不再限生肖 （页面存档备份，存于）.聯合報.2019-01-31
20. ↑  江國豪.台灣燈會30周年特展 歷屆主燈模型齊聚大鵬灣 （页面存档备份，存于）.聯合新聞網.2019-2-14
21. ↑  徐弼.2019台灣燈會屏東開幕 民眾盛讚史上最美 （页面存档备份，存于）.新頭殼newtalk.2019-2-19
22. ↑  翁禎霞.2019台灣燈會完美閉幕 台中市接棒2020 （页面存档备份，存于）.聯合新聞網.2019-3-3
23. ↑  洪敬浤.2020台灣燈會 落腳花博后里園區 （页面存档备份，存于）.聯合新聞網.2019-5-3
24. ↑  諸葛志.2020台灣燈會 璀璨台中識別Logo揭曉 （页面存档备份，存于）.YAHOO新聞.2019-7-26
25. ↑  余曉涵.2020台灣燈會海報亮相 森林奇幻境地為主軸 （页面存档备份，存于）.中央社新聞.2019-08-07
26. ↑  余采瀅.2020台灣燈會在台中 主燈不用生肖改用樹木 （页面存档备份，存于）.聯合新聞網.2019-10-16
27. ↑  游振昇.2020台灣燈會主燈動土 打造15公尺高巨木主題藝術 （页面存档备份，存于）.聯合新聞網.2019-11-12
28. ↑  游振昇.創新多！台灣燈會 800台無人機表演 （页面存档备份，存于）.聯合新聞網.2020-02-04
29. ↑  歐素美.台灣燈會點燈開幕 蔡總統：一起把台灣的美好傳遞出去 （页面存档备份，存于）.自由時報.2020-02-08
30. ↑  王文吉.台灣燈會無人機終於升空 500光點閃耀后里夜空 （页面存档备份，存于）.中時電子報.2020-02-09
31. ↑  彭宣雅.「乘風逐光」 新竹登場 2021台灣燈會未來感主燈搶先曝光 （页面存档备份，存于）.聯合新聞網.2020-12-07
32. ↑  邱瓊玉.睽違逾20年！ 虎年、兔年的台灣燈會將重返北、高兩市 （页面存档备份，存于）.聯合新聞網.2020-12-15
33. ↑  楊文琪.2021台灣燈會主燈動土 「乘風逐光」為台灣祈福 （页面存档备份，存于）.聯合新聞網.2020-12-25
34. ↑  楊文琪.台灣燈會取消觀光局損失2億　林佳龍：決定很艱難 （页面存档备份，存于）.ETtoday新聞雲.2021-01-19
35. ↑  洪美秀.台灣燈會停辦 竹市研擬「燈節」形式展演 （页面存档备份，存于）.自由時報.2021-01-22
36. ↑  蕭玗欣.新竹市哭哭！台灣燈會喊卡 主燈落腳新竹縣高鐵站 （页面存档备份，存于）.自由時報.2021-02-07
37. ↑  張裕珍.台灣燈會明年高雄見 新竹市暑假辦光臨藝術節 （页面存档备份，存于）.聯合新聞網.2021-05-08
38. ↑  張裕珍.台灣燈會主燈「乘風逐光」 新竹高鐵站前展演計畫告吹 （页面存档备份，存于）.聯合新聞網.2021-10-02
39. ↑  林巧璉、王慧瑛.2022台灣燈會主視覺發光「高」字展現能量 陳其邁拚城市行銷 （页面存档备份，存于）.聯合新聞網.2021-11-15
40. ↑  楊文琪.2022台灣燈會主燈移師高雄 今舉辦主燈動土祈福儀式 （页面存档备份，存于）.聯合新聞網.2021-11-15
41. ↑  楊明珠.台灣燈會獲認證世界夜景遺產 新三大夜景摩納哥登第一 （页面存档备份，存于）.中央通訊社.2021-11-20
42. ↑  林憲源.2022台灣燈會「鳳彩飛舞」 主燈安座衛武營 （页面存档备份，存于）.中廣新聞.2021-12-20
43. ↑  余曉涵、汪淑芬.台灣燈會主燈近期公布 防疫計畫提報指揮中心 （页面存档备份，存于） 中央通訊社.2022-01-18
44. ↑  楊文琪.2022台灣燈會高雄舉辦 主燈及小提燈今日發表 （页面存档备份，存于） 聯合新聞網.2022-01-19
45. ↑  林佑璇 林義邦.台灣燈會帝雉展翅 「鳳彩飛舞」元宵點燈 （页面存档备份，存于） YAHOO新聞.2022-02-15
46. ↑  楊博喻.「2022台灣燈會」高雄圓滿閉幕 2023相約台北驚艷世界 （页面存档备份，存于） YAHOO新聞.2022-03-01
47. ↑  簡立欣.2024、2025台灣燈會 台南、桃園主辦 （页面存档备份，存于） 中時新聞網.2022-10-12
48. ↑  林沛伶.2023台灣燈會「光源台北」公布四大展區與主視覺！陳青琳以綻放光芒的球體象徵希望[] 明日誌.2022-10-18
49. ↑  葉冠妤.睽違23年重返台北 台灣燈會主燈今動土祈福 （页面存档备份，存于）聯合新聞網.2022-11-30
50. ↑  王輝丹.2023台灣燈會主燈玉兔壯彩安座 （页面存档备份，存于） YAHOO新聞.2022-12-15
51. ↑  吳亭頤.台灣燈會22米主燈「巨型太空兔」公開 小提燈可變兔耳戴頭上超Q （页面存档备份，存于） YAHOO新聞.2023-01-03
52. ↑  鄭妤安.「2023台灣燈會」融合創新科技與傳統技藝　喜迎世界旅客 （页面存档备份，存于） 今日新聞.2023-02-05
53. ↑  黃楸玲.2023台灣燈會閉幕！黃偉哲接燈傳承 邀約2024台南燈會見 焦點時報.2023-02-20
54. ↑  賴友容.2024台灣燈會主視覺亮相 龍耀台南再現府城風采 大紀元.2023-09-26
55. ↑  洪榮志.榮耀台南光彩台灣 2024台灣燈會主燈動土祈福 工商時報.2023-11-13
56. ↑  周湘芸.2024台灣燈會元宵節台南點亮 主燈「龍來台灣」今亮相 （页面存档备份，存于） 聯合新聞網.2024-01-03
57. ↑  吳俊鋒.台灣燈會16年後重返台南 蔡英文今晚點亮「龍來台灣」主燈 中央社.2023-02-24
58. ↑  周湘芸.2026、2027台灣燈會主辦縣市出爐 嘉義縣、苗栗縣獲選 .聯合新聞網.2024-11-12
59. ↑  翁唯真.2025台灣燈會桃園高鐵站前舉行 棒球元素呼應12強金牌 .聯合新聞網.2024-11-26
60. ↑  翁唯真.台灣燈會安座 棒球場融入燈區 .聯合新聞網.2024-12-22
61. ↑  莊儱宇.2025台灣燈會在桃園 主燈「無限樂園」及小提燈「蹓蹓蛇」亮相 .YAHOO新聞.2025-01-03
62. ↑  吳睿騏.台灣燈會在桃園圓滿閉幕 嘉義縣接棒舉辦.中央社.2025-02-24

### 网页
- 2022台灣燈會在高雄 （页面存档备份，存于）
- 2020台灣燈會在台中 （页面存档备份，存于）
- 燈會照片 （页面存档备份，存于）
- 臺灣燈會20週年回顧專輯1990-2009 （页面存档备份，存于）

### 紀錄片
- 2001高雄燈會(8mim) （页面存档备份，存于）.高雄市政府提供、無限數位維護.2007-03-04
- 2002高雄燈會(5mim) （页面存档备份，存于）.高雄市政府提供、無限數位維護.2007-03-04
- 臺灣燈會20年 經典紀實(47mim) （页面存档备份，存于）.中央廣播電臺.2012-01-20
- 2016台灣燈會在桃園紀錄片—光之祭(1hr16mim) （页面存档备份，存于）.桃園事.2016-09-07
- 2017台灣燈會在雲林 璀璨風華全記錄(1hr14mim) （页面存档备份，存于）.雲林縣政府.2017-09-10
- 2019台灣燈會在屏東 我屏東 我驕傲(30mim) （页面存档备份，存于）.屏東Way.2019-10-24
- 2019台灣燈會在屏東全紀錄(30mim) （页面存档备份，存于）.我愛屏東.2019-12-31
- 2020台灣燈會紀錄片(23mim) （页面存档备份，存于）.臺中市政府新聞局.2020-03-18

## 外部連結
- 2025台灣燈會在桃園-台灣燈會官網（繁體中文）（英文）（日語）
- 2025台灣燈會 - 桃園觀光導覽網
- 2025台灣燈會 - 交通部觀光署
- 樂遊桃園的Facebook專頁
- 樂遊桃園的Instagram帳戶
- YouTube上的桃園事頻道